# Peñaranda de Bracamonte
Peñaranda de Bracamonte es un municipio y localidad española de la provincia de Salamanca, en la comunidad autónoma de Castilla y León. Se distingue como el núcleo de población más importante del noreste salmantino y se considera la capital o centro de servicios de la comarca de la Tierra de Peñaranda. Forma parte del partido judicial de Peñaranda de Bracamonte y de la mancomunidad Comarca de Peñaranda.
Su término municipal está formado por un solo núcleo de población, ocupa una superficie total de 22,96 km² y según los datos demográficos recogidos en el padrón municipal elaborado por el INE en el año 2024, cuenta con una población de 6063 habitantes.
Se encuentra situada al nordeste de la provincia de Salamanca, a 40 km de la capital, cerca del límite con la provincia de Ávila. Ateniéndonos a su número de habitantes es, tras Salamanca, Béjar, Ciudad Rodrigo y Santa Marta de Tormes la quinta localidad en importancia de la provincia salmantina. Se extiende por el paisaje propio de las campiñas salmantinas situadas al sur del río Duero.
Ubicada a 899 m s. n. m., comparte las condiciones termopluviométricas del clima continental seco: una temperatura media anual próxima a los 12 °C y una oscilación térmica de casi 20 °C reafirman el contraste estacional entre el estío y el invierno, mientras la precipitación media anual, de 444 mm, junto a la duración media del período vegetativo o libre de heladas, de 205 días, arroja un déficit superior a los 300 mm.
La población peñarandina ha ascendido en los últimos años (6766 habitantes según INE a 1 de enero de 2011, 3345 varones y 3421 mujeres) recobrando su tradicional dinamismo, llegando a rozar los 6700 habitantes, y presentando una pirámide de población relativamente joven. Pese a todo, el crecimiento vegetativo, superior al 20 % en el floreciente período 1975-1981, ha descendido al 2,2 % en el período 1996-2006. En la distribución ocupacional de su población activa es prácticamente irrelevante el porcentaje dedicado a la agricultura (4 %), mientras que las actividades industriales y las actividades mercantiles y de servicios mantienen ocupado al 45 % y al 42 % de su población activa, respectivamente.

## Geografía

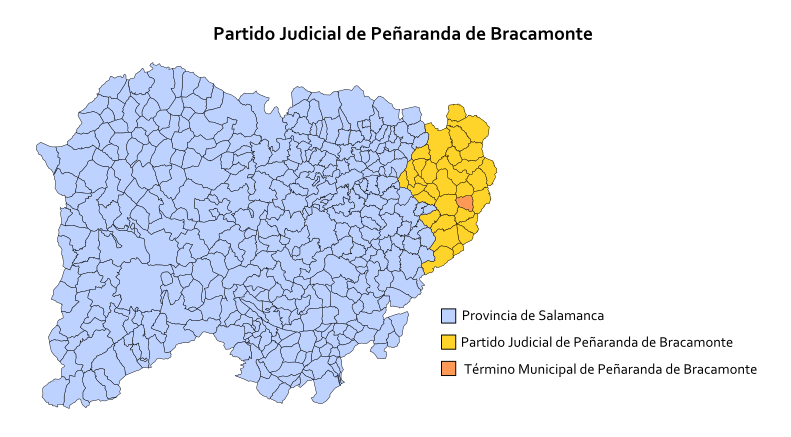
La delimitación del partido judicial de Peñaranda de Bracamonte sirve usualmente como delimitación de la Tierra de Peñaranda

Gran parte de la significación histórica y actual de Peñaranda de Bracamonte está constituida por el hecho de ser la cabecera de una comarca, la «Tierra de Peñaranda». También conocida como «Campo de Peñaranda», se encuentra en el cuadrante nororiental de la provincia de Salamanca, limitando con Zamora y Valladolid por el norte, con Ávila hacia el este, y con las comarcas de La Armuña y Tierra de Alba al oeste y sur, si bien sus límites geográficos son difusos.
Un elemento útil y normalmente empleado para la delimitación de la comarca es el empleo de las fronteras del partido judicial del que Peñaranda es cabeza, tratándose de una delimitación originada en 1833 con la reforma territorial promovida por Javier de Burgos que da origen a las modernas provincias y partidos judiciales, hallándose 33 municipios en la misma.
Sin embargo esta delimitación no se ajusta a criterios históricos anteriores a dicha fecha (quedando dividida por ejemplo la comarca histórica de Las Villas entre Salamanca y Peñaranda), y aún suponiendo la más antigua aparición de una entidad territorial administrativa y judicialmente funcional en Peñaranda de Bracamonte en la actualidad también destaca la figura administrativa de las mancomunidades, las cuales supondrán la aparición de un mapa alternativo de la Comarca de Peñaranda con un total de 36 municipios.

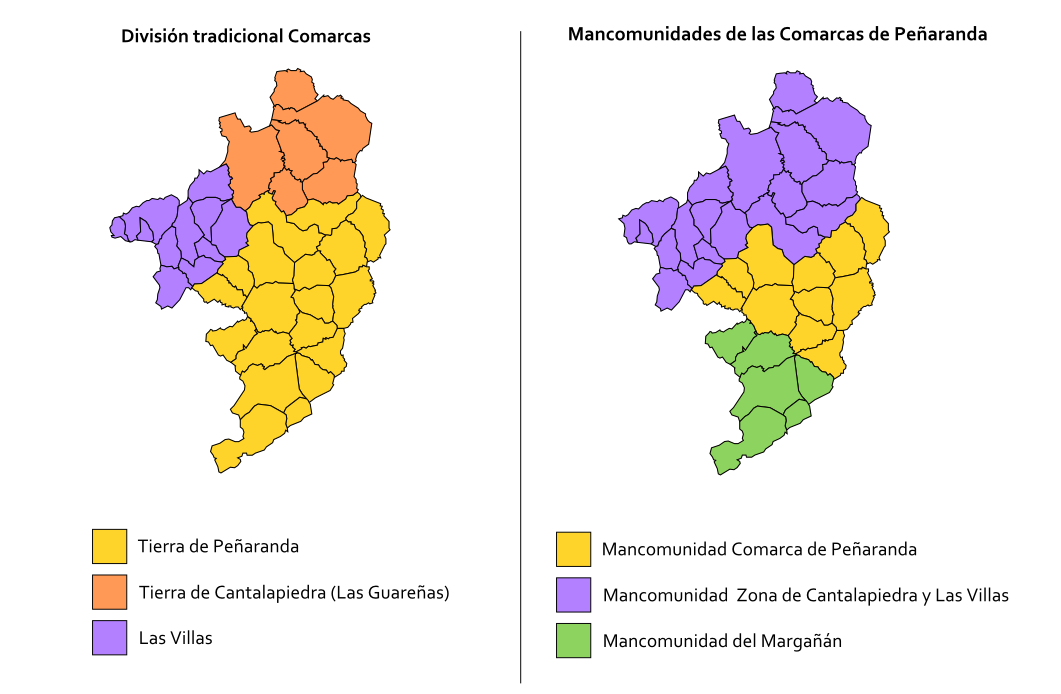
En el interior del partido judicial de Peñaranda de Bracamonte encontramos una rica división entre comarcas históricas y mancomunidades

De esta forma los 36 municipios que conforman la Tierra de Peñaranda y Las Villas tienen una población en torno a los 24 000 habitantes, de los cuales un 25 por ciento se concentra en el municipio peñarandino. Villoria (1487 hab.), Macotera (1453 hab.), Cantalapiedra (1194 hab.), Cantalpino (1069 hab.), Villoruela (972 hab.), o Babilafuente (965 hab.) son algunos de sus núcleos más importantes (cifras del padrón de 01-01-2008).
La comarca a su vez se encuentra dividida administrativamente en tres mancomunidades:
- Mancomunidad de Peñaranda, con capital en la capital de la comarca, que constituye el centro de la misma.
- Mancomunidad del Río Margañán al sur, con capital en Macotera. A pesar de ser parte indivisible de la histórica comarca de Tierra de Peñaranda forma una mancomunidad separada.
- Mancomunidad Zona de Cantalapiedra y Las Villas al norte, con capital en Villoria. Esta zona, la más diferenciada tradicionalmente del resto de la comarca, se divide en dos zonas o subcomarcas tradicionales:
  - Las Villas
  - Las Guareñas, también conocida como Tierra de Cantalapiedra.

## Historia

### Orígenes (siglosX-XV)
El origen de Peñaranda de Bracamonte se remonta a la ocupación por el Reino de León del margen sur de la Ribera del Duero frente a la presencia musulmana en la península ibérica, una zona de escasa presencia musulmana y conocida como «Tierra de Nadie». De esta forma el origen de la localidad de Peñaranda se remontaría a los siglos X, XI y XII con las repoblaciones de los reyes leoneses Ramiro II y Alfonso VI de la zona poblada por hispano-visigodos conocida como Penna (del latín barbarizado).

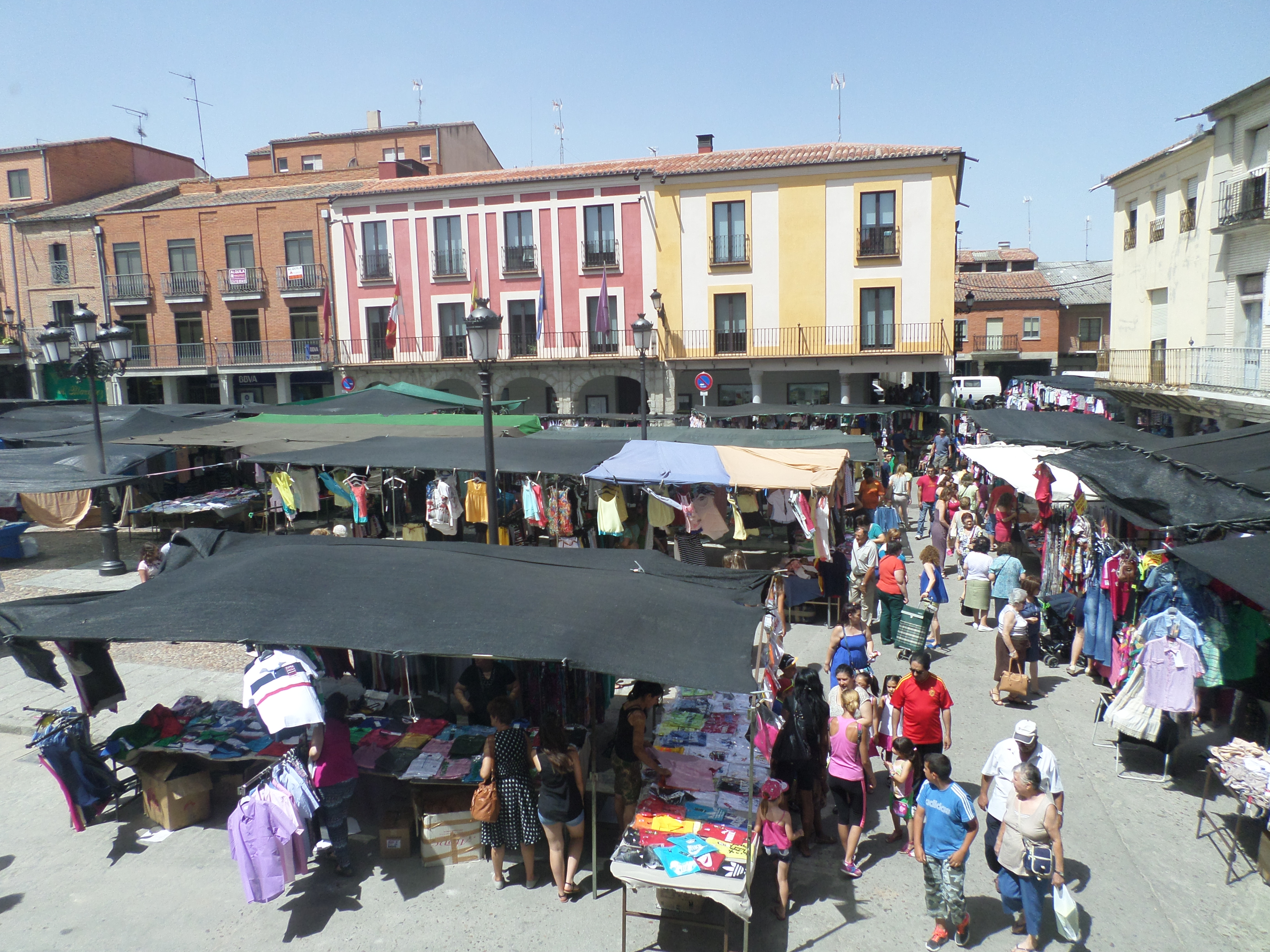
El Mercadillo de Peñaranda de Bracamonte, con origen en 1375, ha venido siendo desde su existencia pilar fundamental en la vida de la ciudad

El sufijo "-aranda" parece incorporarse con la llegada a la zona de repobladores procedentes de Peñaranda de Duero, los cuales le ponen al nuevo asentamiento el nombre de su lugar de origen. Sin embargo estos repobladores crean diversos asentamientos cercanos, existiendo diversas Peñarandas en la zona. De esta forma no será hasta pasados los años que el resto de asentamientos pasaron a ser conocidos como Peñaranda de Sordos y Peñarandilla, siendo ahora sí denominada la actual Peñaranda de Bracamonte como «Peñaranda».
Sin embargo el pequeño asentamiento rural de Peñaranda parece ser conocido en la época además de como «Peñaranda» como «Peñaranda de cabe Cantaracillo» o «Peñaranda de Cantaracillo» hasta el siglo XV.
Es en este período con una Peñaranda joven, pequeña y agraria cuando se produjo una de las divisiones de los reinos de León y Castilla (año 1065), pasando Peñaranda a ser zona fronteriza entre los dos reinos alternándose como parte del Alfoz de Alba de Tormes y de Salamanca dentro del Reino de León. Como testigo de su situación fronteriza entre reinos quedan los topónimos de municipios de la comarca como Aldeaseca de la Frontera o Zorita de la Frontera. La falta de menciones documentales en la época alrededor de la cual se efectuó el saqueo en las Tierras de Alba por parte del ejército castellano en 1196 sugiere la escasa población o la simple inexistencia de Peñaranda en aquel momento.
Mencionar también la concesión de Juan I de un mercado semanal a la localidad en el año 1375, mercado de vital relevancia para la vida de la localidad y que aún hoy en día se sigue celebrando en el centro de la ciudad cada jueves como «El Mercadillo».

### Señorío y condado de Peñaranda (siglosXV-XVIII)
La historia de Peñaranda está íntimamente ligada a la familia nobiliaria de los Bracamonte que se instalará y hará prosperar la ciudad. Hasta este momento Peñaranda no ha sido más que un pequeño concejo rural que en el año 1418 cuenta con 19 vecinos.
Será el 10 de octubre de 1418 cuando se produce la toma de posesión de quien sería I señor de Peñaranda, Álvaro Dávila, Mariscal de Aragón nombrado por el infante Fernando de Antequera (que acabaría siendo el rey Fernando I de Aragón) tras su participación en la conquista de Antequera. Álvaro pasaba de esta forma a ser señor de Peñaranda y Fuente el Sol, pues ya en 1413 había constituido mayorazgo en dicha localidad vallisoletana.

#### Llegada de los Bracamonte

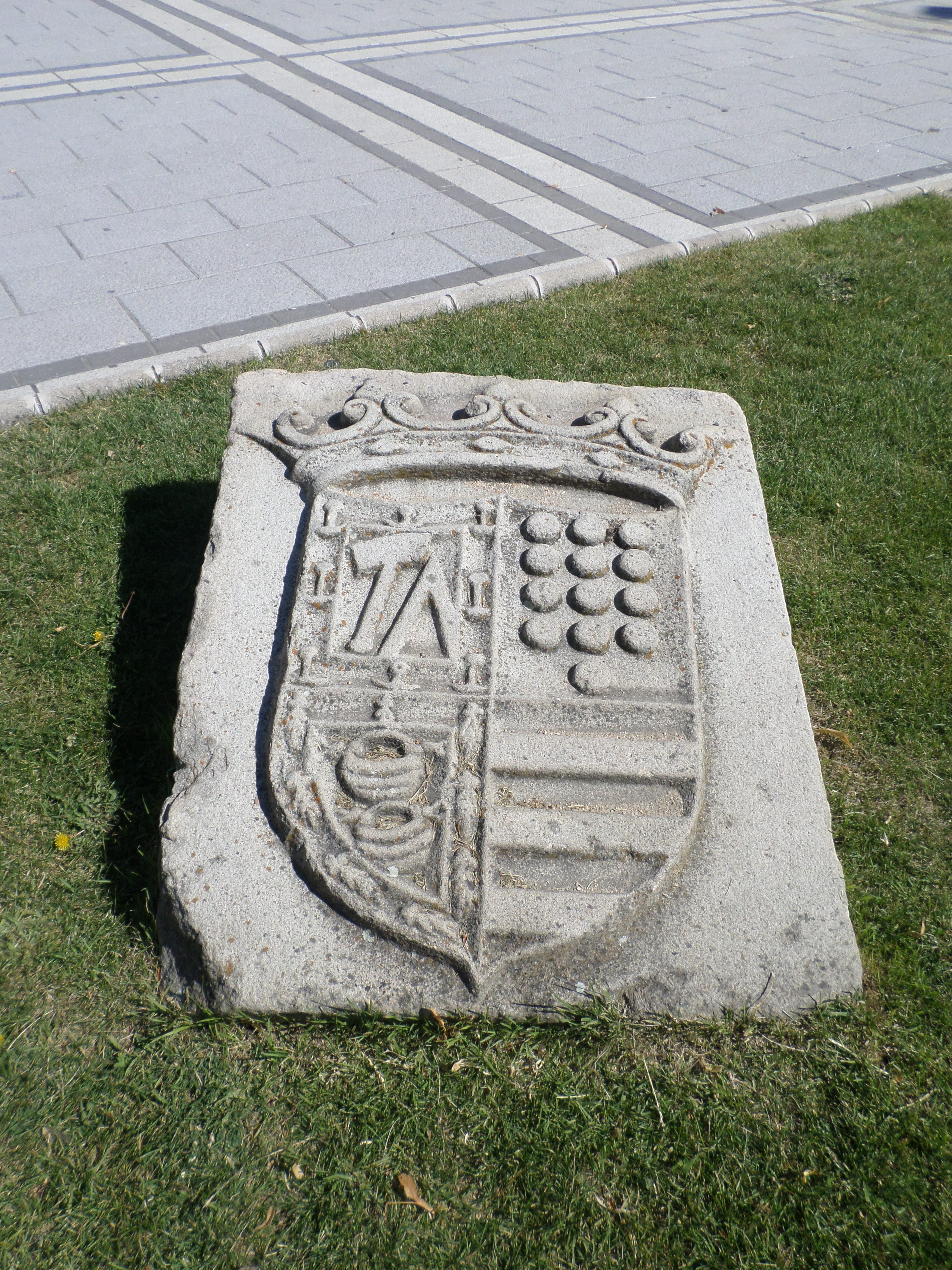
Escudo nobiliario de los Bracamonte localizado actualmente en el parque de la Huerta de Peñaranda de Bracamonte

Álvaro Dávila contraerá matrimonio con Juana de Bracamonte, hija sucesora del almirante y embajador del Reino de Francia Robert de Bracquemont, quien había llegado a la Corona de Castilla para apoyar al infante Enrique de Trastámara —futuro rey Enrique II—, en las guerras sucesorias de este contra su hermano Pedro I de Castilla. De esta forma Robert de Bracquemont acabará afincándose definitivamente en dicha Corona hacia 1418 y pasará a la posteridad por su nombre castellanizado, Mosén Rubí de Bracamonte, estando aquí el origen de la familia nobiliaria de los Bracamonte.
Fruto del matrimonio entre Juana de Bracamonte y Álvaro Dávila nacerá el II señor de Peñaranda, Álvaro de Bracamonte, quien adoptará el apellido materno y supondrá el inicio del señorío de los Bracamonte de Peñaranda y Fuente el Sol.
Sin embargo el señorío de Peñaranda y Fuente el Sol no durará unido, puesto que Álvaro de Bracamonte morirá tras tres matrimonios sin sucesores legítimos, aunque tendrá veinte hijos ilegítimos. Esta situación hará que el III señor de Peñaranda y Fuente el Sol sea el hermanastro de Álvaro, Alonso Rodríguez Manjón, abad de Medina del Campo, el cual, tras diversas disputas familiares, acabará dividiendo el mayorazgo a heredar en dos: de una parte el mayorazgo de Fuente el Sol, y de otra parte el mayorazgo de Peñaranda.
A partir de este momento la familia Bracamonte se divide, y se constituirá el definitivo «mayorazgo Peñarandino de los Bracamonte» en 1520, otorgándose el mismo por Carlos I de España a quien será IV señor de Peñaranda e hijo primogénito —ahora ya legitimado—, de Álvaro de Bracamonte, Juan de Bracamonte.
Finalmente Peñaranda dejará atrás el modelo de concejo abierto para pasar a ser una población señorial en la que el señor dominará el conjunto de las tierras de la zona, destacando la compra perpetua al rey en 1537 de los repartimientos de la villa por Alonso de Bracamonte Quintanilla, V señor de Peñaranda. Este cambio de modelo supondrá fuertes tensiones entre la población y el señor —quien además de dominar la tierra ocupaba ilegítimamente bienes del concejo, nombraba a los cargos de gobierno del concejo e imponía cargas fiscales cada vez mayores—, habiendo documentación de diversos pleitos sobre la competencia del nombramiento de autoridades locales entre 1537 y 1558 que finalizan con la total imposición política del señor sobre los habitantes del concejo.

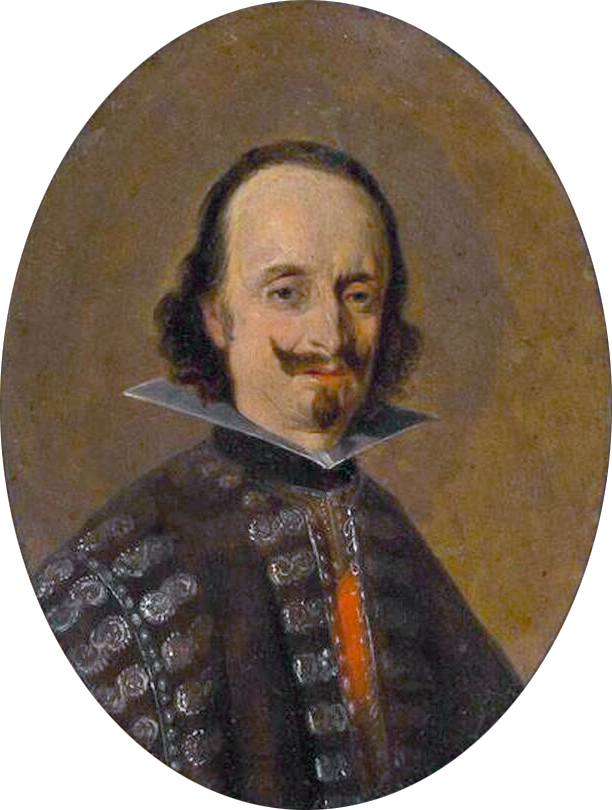
Gaspar de Bracamonte Guzmán, III conde consorte de Peñaranda y virrey de Nápoles, el personaje más destacado de toda la nobleza peñarandina y mayor impulsor artístico de la villa

Mencionar que es con la creación del mayorazgo con la que a Peñaranda se la deja de conocer también como «Peñaranda de Cantaracillo» para ser conocida como «Peñaranda del Mercado», muestra de la cada vez mayor preponderancia de la localidad en la zona así como de la importancia del ya mencionado mercado semanal para la localidad. Será además en este momento cuando se construirá la actual plaza de la Constitución colindante al Palacio Condal precisamente con el objetivo de ampliar el mercado que ya se venía celebrando en otra plaza menor, la de Agustín Martínez Soler a los pies de la iglesia de San Miguel.

#### Condado de Peñaranda de Bracamonte
La población señorial es cada vez más floreciente a lo largo del siguiente siglo gracias a la encrucijada de caminos que era Peñaranda entre las rutas que unían Salamanca con Ávila, y Alba con Medina, lo cual impulsa el famoso Mercado que atraía gentes de toda la comarca, lo que nos hace ver el origen comercial de la localidad en contraste con el resto de poblaciones de la zona, de origen agrario. Fue tal la importancia de dichos intercambios mercantiles que Cristóbal Sánchez afirmó que «no haciéndose el mercado, la villa se despoblaría».
De esta forma el señorío de Peñaranda pasará a ser condado cuando Alonso de Bracamonte y Guzmán, VII señor de la villa y capitán general de Sevilla, es nombrado I conde de Peñaranda por merced del rey Felipe III el 31 de enero de 1603. Afectará en esta época gravemente a la vida de la villa la Expulsión de los moriscos ordenada por Felipe III entre los años 1609 y 1613.
Como personaje histórico destacará Gaspar de Bracamonte Guzmán, hermano del II conde de Peñaranda que tras casarse con la hija de este —su sobrina María de Bracamonte Portocarrero y Luna—, se convertirá en III conde consorte de Peñaranda. Será un personaje magnánimo tanto nacional como internacionalmente y dará definitivamente a la villa la importancia político-económica que actualmente tiene en la zona. El ascenso político de este personaje histórico hasta alcanzar el título de grande de España es muy interesante. Tras iniciarse en la carrera eclesiástica en 1618 como capellán en el colegio San Bartolomé de la Universidad de Salamanca ingresará en la Orden de Alcántara en 1626. Se tiene constancia de su relación fraterna con el papa Alejandro VII.
El gran salto político de Gaspar se producirá en 1648, cuando el rey Felipe IV le nombrará pleniponteciario para negociar la Paz tras la guerra de los Treinta Años, dirigiendo la representación española durante el Tratado de Münster por el que se reconocía la independencia de las Provincias Unidas de los Países Bajos del Imperio Español.

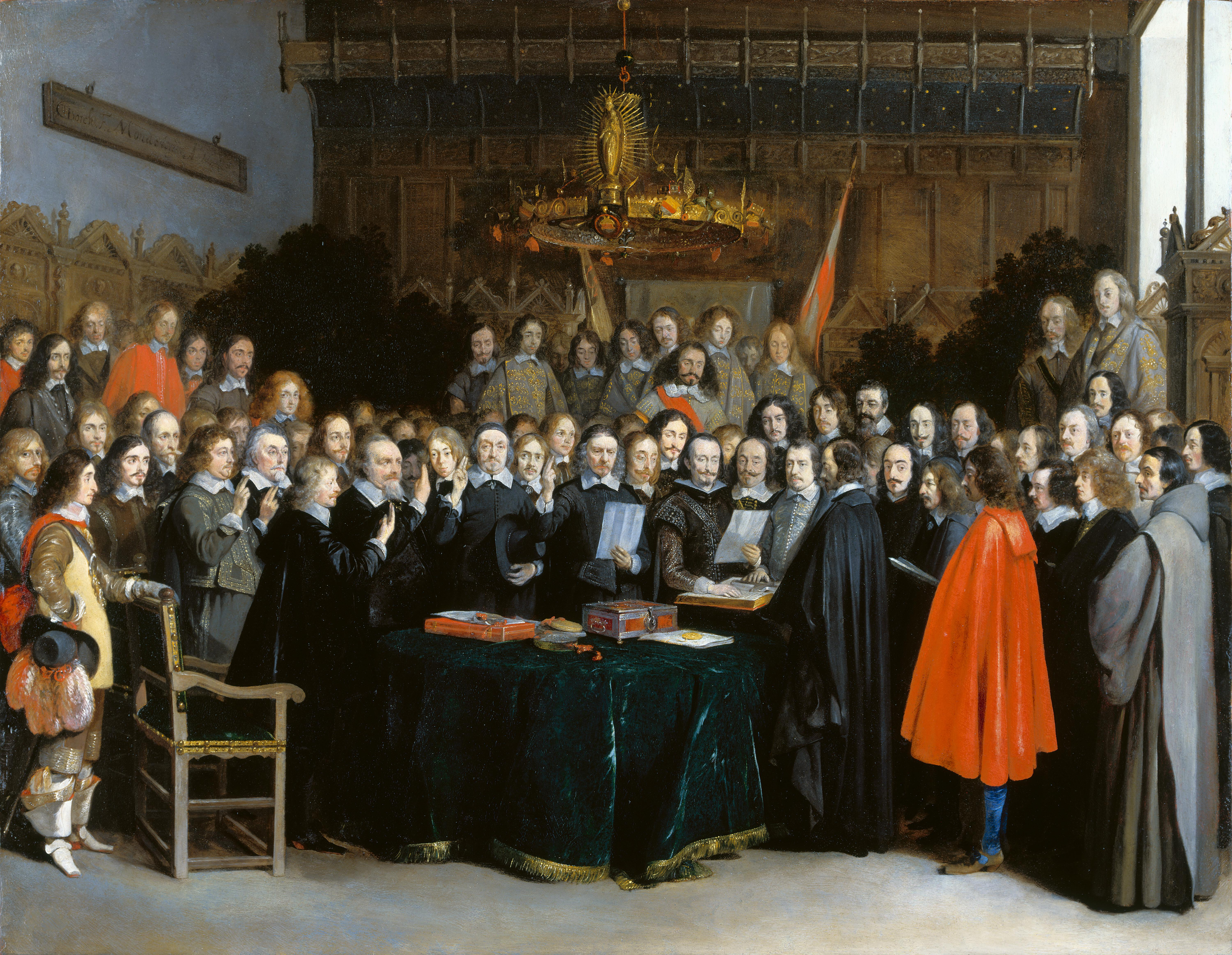
Firma del Tratado de Münster en la que se aprecia en el centro de la imagen al representante español, Gaspar de Bracamonte Guzmán

Tras ello en el año 1651 llegará a la presidencia del Consejo de las Órdenes, y en 1653, tras ingresar en la Orden de Calatrava logrará alcanzar además la presidencia del Consejo de Indias, lo que hará gozar a Gaspar de Bracamonte y Guzmán de un tremendo poder político. Finalmente, tras ser director de una nueva misión diplomática en 1657, la del nombramiento del emperador Leopoldo I de Habsburgo en Fráncfort, será nombrado virrey de Nápoles entre 1658 y 1664.
Se ve por lo tanto como el auge del mercado peñarandino y de la familia de los Bracamonte durante el siglo XVII harán de este el mayor momento de prosperidad de la villa, siendo ahora cuando se comience a conocer a Peñaranda con el actual topónimo de «Peñaranda de Bracamonte».
Así mismo, este es el momento en el que la mayoría del actual patrimonio histórico-artístico llega a la villa, construyéndose en este momento la actual plaza de España, el edificio de la cárcel (donde actualmente se sitúa la sede de la Fundación Germán Sánchez Ruipérez), se instala el retablo de la iglesia de San Miguel Arcángel y se construye el Convento de las Madres Carmelitas, en el que se encuentra en sepultura Gaspar de Bracamonte Guzmán, que será el último Conde que vivió en la localidad.

#### Peñaranda de Bracamonte sin los Bracamonte

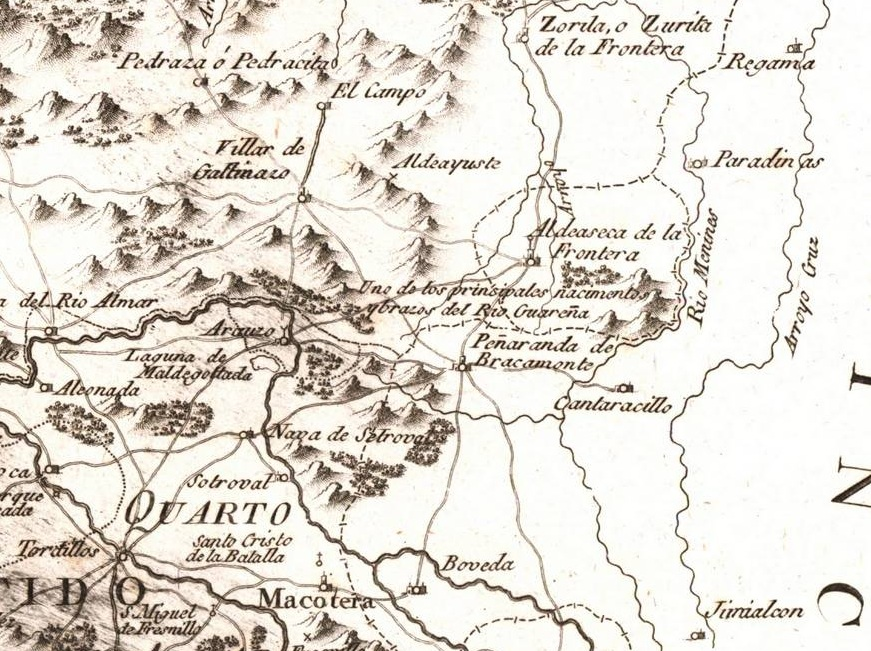
Detalle centrado en Peñaranda de Bracamonte de la hoja n.º 2 del mapa de la provincia de Salamanca publicado en 1783 por Tomás López

Tras la muerte de Gaspar de Bracamonte Guzmán heredará a su único sucesor, Gregorio Genaro de Bracamonte y Bracamonte, IV conde de Peñaranda conservando el título de grande de España de su padre, el cual nació y vivió en Nápoles sin que se tenga constancia de que nunca visitara la villa. Gregorio Genaro morirá en 1689 sin sucesores, por lo que el título lo sucederá su tía —y cuñada de Gaspar de Bracamonte Guzmán—, Antonia de Bracamonte Dávila, momento en el cual el título de los Bracamonte pasará a estar integrado en el Ducado de Frías.

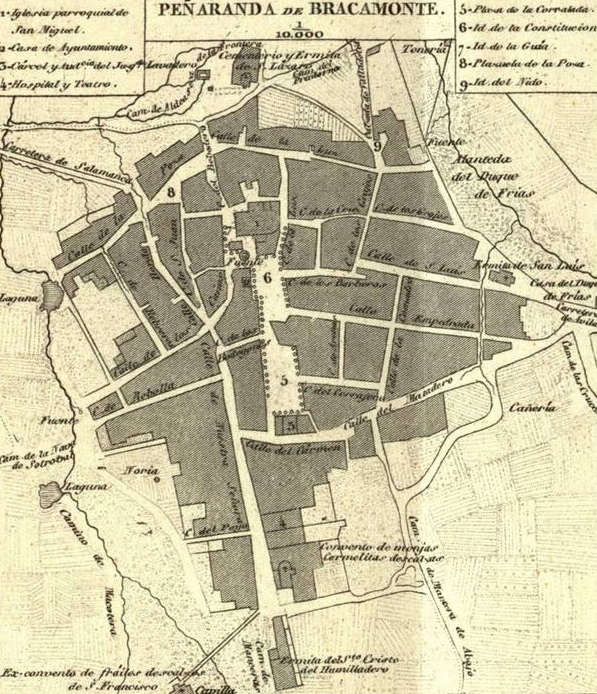
Mapa de Peñaranda de Bracamonte en 1867 elaborado por Francisco Coello

Así el título llegará a Agustín Fernández de Velasco Bracamonte y Guzmán, VI conde de Peñaranda, X duque de Frías y III marqués de Fresno, el cual se alejó definitivamente de la villa separándose la historia de Peñaranda de la familia nobiliaria de los Bracamonte a partir del siglo XVIII.
Durante este período final del señorío en la ciudad, se debe mencionar la guerra de sucesión española (1701-1713), período en el cual la villa de Peñaranda apoyará activamente al candidato Borbón Felipe V con cien soldados y alojamiento para sus ejércitos, aunque con el tránsito del ejército del candidato Austracista el Archiduque Carlos de Austria por Peñaranda el concejo deberá pagar 2500 doblones para evitar el saqueo de la ciudad.
Una vez finalizada la Guerra de Sucesión con el candidato borbónico Felipe V como vencedor destaca en la vida de la villa los sucesos acaecidos en 1746 cuando se destapa una trama de corrupción encabezada por el entonces alcalde Francisco de la Peña, llegando sus robos y desfalcos a tal nivel que el VII titular del condado de Peñaranda —que no pasaba por la villa desde hacía 130 años—, Bernardino IV Fernández de Velasco deberá acercarse a la villa a dirigir las investigaciones judiciales pertinentes.
Finalmente, después de las reformas sobre Gobierno Municipal llevadas a cabo en 1811 por las Cortes de Cádiz y en 1823 por el Gobierno del Trienio Liberal la influencia de la familia condal será cada vez menor, desmantelándose de esta forma a principios del siglo XIX el régimen señorial en Peñaranda de Bracamonte.

### Modernidad

#### SigloXIX

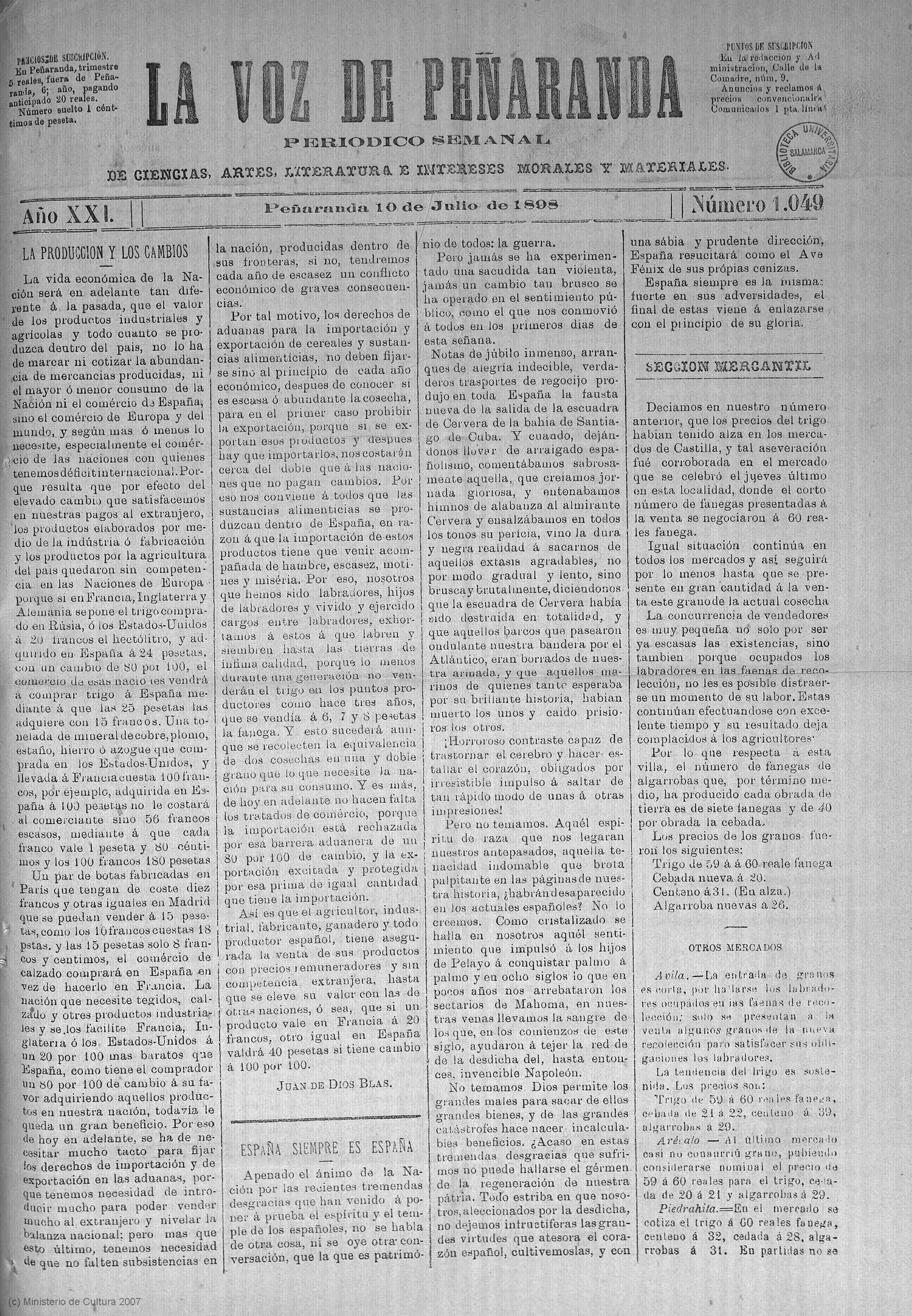
Ejemplar del 1898 de La Voz de Peñaranda, periódico editado entre 1877 y 1938

Tras la desaparición de la familia nobiliaria de la vida de la aun Villa de Peñaranda se producirán una serie de hechos de vital importancia para el devenir de los peñarandinos. En primer lugar destaca la Reforma territorial de 1833 realizada por Javier de Burgos por la que el mapa nacional se dividía en las actuales provincias, creándose el partido judicial de Peñaranda de Bracamonte que hoy en día da forma a la Comarca de Peñaranda y que quedaba encuadrado en la provincia de Salamanca y la Región Leonesa.
De inicios del siglo XIX, se debe mencionar también la entrada en la villa de los primeros centros educativos con la fundación de la Escuela de Primeras Letras y de una Preceptoría de Gramática que estarían a cargo del Consistorio Municipal y serían de carácter gratuito, todo ello gracias a un nuevo mecenas de la ciudad Francisco García de la Cruz y Obregón, hidalgo de orígenes peñarandinos.
Un último hecho destaca en la vida de la ciudad, y es la inauguración en el 1843 (durante la Regencia de Espartero) de la Carretera Ávila-Madrid (la actual N-501), habilitándose la principal vía de acceso a Peñaranda y uno de los pilares en la vida de la ciudad en la actualidad.
Actualmente no hay estudios sobre como vivieron los peñarandinos la turbulenta segunda mitad del siglo XIX con la Revolución de 1868 o la proclamación de la Primera República y la Rebelión cantonal en 1873, aunque será en 1877 cuando se creará el periódico semanal regional La Voz de Peñaranda. Sí que constatamos sin embargo en este período un cambio en el dominio de la tierra fruto de los numerosos procesos de desamortización de las antiguas tierras de nobleza, concejo y clero durante el siglo XIX, los cuales nos hacen observar el nacimiento de familias de grandes terratenientes en la villa, estando aquí los orígenes del Caciquismo en Peñaranda.
Destaca aquí la familia de los Soriano, siendo Fernando Soriano —padre del conocido peñarandino Ricardo Soriano—, mayor terrateniente de la provincia y de la zona de Peñaranda, el cual será elegido durante la Restauración Diputado por el distrito de Peñaranda en 1891, 1893 y 1896, y dejando el cargo a su cuñado Santiago Urdaeta en 1901 y 1907, logrando una importantísima influencia política que le llevará a conseguir el título de marqués de Ivanrey.

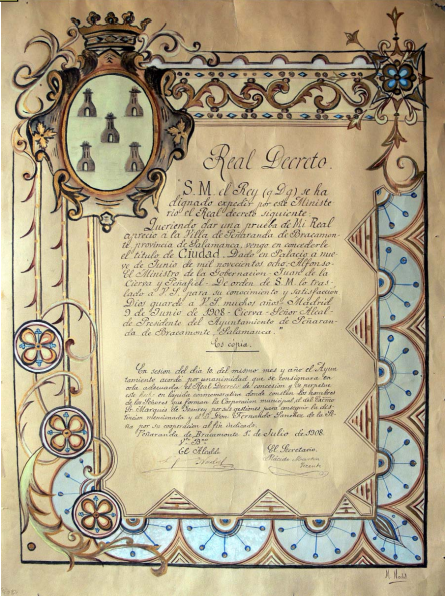
R.D. de S.M. el rey Alfonso XIII por el que se concede el Título de Ciudad a Peñaranda de Bracamonte en 1908

 Sin embargo en Peñaranda junto a este poder de terratenientes se comenzará a fraguar una fuerte movilización social de tendencia Republicanista como muestra la presencia en 1907 de un Sindicato de Labradores y Ganaderos muy activo o la influencia de representantes de tendencia republicana como Félix Mesonero o Salvador Gómez de Liaño —ambos hoy en día tienen calles dedicadas en la ciudad—, llegando este segundo a ser diputado durante un año en 1901 por Unión Nacional.
Es en este contexto de asociacionismo y grandes terratenientes cuando se experimentarán nuevas y fundamentales mejoras en la villa, como la inauguración del tren Salamanca-Peñaranda de Bracamonte en 1894 (tras haberse iniciado las obras en 1885), culminando el tramo Ávila-Peñaranda de Bracamonte ya en el año 1926 o la inauguración de la actual plaza de toros de La Florida en 1907. Es destacable también la acción benefactora de Elisa Muñoz Rodríguez y su fundación en la creación del Asilo en 1927 y otras donaciones a la ciudad, a la que el Ayuntamiento dedicó una calle.
Sin embargo el mayor avance para Peñaranda se producirá el 11 de junio de 1908, día en el que mediante Real Decreto se concede a Peñaranda de Bracamonte el Título de Ciudad, lo cual supone un verdadero honor para la hasta entonces villa y que aun hoy en día se recuerda entre sus vecinos.
Finalmente, se debe afirmar que, a pesar de la insigne concesión del título de Ciudad, a lo largo de las décadas de 1910 y 1920 —período en el que se desarrolla en Europa la Primera Guerra Mundial—, la ciudad perderá población fruto de la emigración de la población rural a los núcleos industriales y de la pobreza de muchos peñarandinos.

#### La II República, Guerra Civil y el Desastre del Polvorín
Al inicio de la década de 1930 Peñaranda de Bracamonte comienza a recuperar de nuevo su apogeo económico, la finalización del ferrocarril hasta Madrid hace llegar nuevas fábricas como la eléctrica, de harinas o serrería junto con un sector servicios impulsado por una hostelería en alza.
Así mismo, a la llegada de la Democracia con la II República en 1931 los ciudadanos peñarandinos comenzarán a aflorar sus impulsos políticos reprimidos durante décadas, observándose una fortísima presencia republicana y socialista en la ciudad y comarca en busca de mejores condiciones laborales y contractuales, habiendo constancia de la celebración de numerosos mítines políticos en la ciudad de importantísimas figuras políticas nacionales como el diputado y líder socialista salmantino José Andrés y Manso, el último alcalde republicano de Salamanca Casto Prieto Carrasco o la líder feminista Margarita Nelken,
 así como destacadas figuras en el ámbito comarcal entre las que destaca la familia Ruipérez, a la que pertenecieron dos alcaldes peñarandinos y hermanos de este período: Salvador Ruipérez Cristóbal (de Izquierda Republicana) y Jesús Ruipérez Cristóbal (del Partido Republicano Radical).
Hay constancia así mismo de la visita del intelectual Miguel de Unamuno para dar conferencias en la ciudad, siendo común su presencia en el antiguo casino, y en ocasión de la inauguración en 1932 del colegio Miguel de Unamuno, que en la actualidad continúa en servicio.
Sin embargo, Peñaranda de Bracamonte y su comarca durante estos años de República se convertirán en una zona muy inestable en la que, tras las manifestaciones y Huelgas Generales convocadas por obreros y labradores exigiendo mejores condiciones laborales y la aplicación de las reformas que llegaban desde Madrid (como la Ley de Contratos de Trabajo de 1931 de Largo Caballero o la Reforma Agraria de 1932 de Marcelino Domingo), se producirán numerosos tiroteos entre la Guardia Civil, patronos y obreros. Hoy en día se tiene constancia de graves enfrentamientos armados en la Comarca como en Palacios Rubios en 1931, Macotera en 1932, Arabayona de Mógica y Alaraz en 1933, Cantalpino en 1934 o Mancera de Abajo en 1936, llegándose a la necesidad de instalar un Retén de la Guardia de Asalto en Peñaranda de Bracamonte en 1934.
Finalmente en 1936 estallará la guerra civil española que durará tres años. Los golpistas del Bando Nacional controlarán desde el primer momento la comarca de Peñaranda, pero se tiene constancia de una leve resistencia republicana en la ciudad, como muestra el repartimiento de escasas armas de corto alcance del consistorio entre vecinos de afinidad republicana o el intento de descarrilamiento en la Estación de Peñaranda de Bracamonte de un tren en 1936 que se suponía portaba falangistas al frente (aunque resultó ser un tren de correos). De esta forma este período se caracteriza en Peñaranda de Bracamonte por la persecución de antiguos altos cargos y vecinos republicanos de la localidad (cuatro alcaldes de Peñaranda de Bracamonte y sus equipos de gobierno serán encausados y condenados por responsabilidades políticas entre 1936 y 1939), produciéndose decenas de detenciones y una veintena de fusilamientos y asesinatos durante estos años, siendo además en este período cuando el histórico periódico de La Voz de Peñaranda, gestionado por la familia Ruipérez —cuya totalidad de miembros sufrirá una gran persecución política y social—, dejará de ser publicado en 1938.

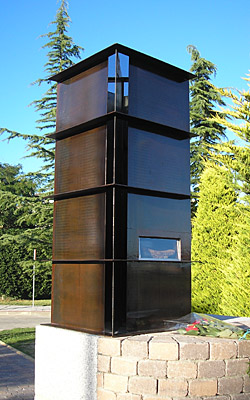
Monumento localizado junto la Estación de Trenes de Peñaranda de Bracamonte en recuerdo de las víctimas del Desastre del Polvorín del 9 de julio de 1939. Colocado en el 75 aniversario del suceso, 2014

El punto final a este período en la historia de Peñaranda de Bracamonte se producirá el 9 de julio de 1939 —tres meses después del fin de la Guerra Civil—, día en que al paso de un tren de mercancías y pasajeros militar (a bordo del cual se transportaba amonal, explosivo altamente inflamable) estallaba El Polvorín situado en la estación de ferrocarril (con un total de 309 toneladas de bombas con 107 toneladas de explosivos, sumando estos a los explosivos que ya portaba el propio tren), provocando la mayor catástrofe en la historia de la ciudad.
La explosión fue de tal calibre que destruyó un millar de edificios particulares, más de 1500 personas resultaron heridas y más de un centenar fallecieron, destruyéndose todo el sur de la localidad, así como la estación de ferrocarril, las numerosas fábricas de la zona o el convento de San Esteban, y generándose una columna de humo por la explosión y posteriores incendios que llegaba a verse en la capital de la provincia, Salamanca, a 39 km de distancia.
El aspecto actual de la ciudad en buena medida resulta de los efectos de este suceso, organizándose tras la huida en masa de la casi totalidad de los peñarandinos a pueblos del entorno un grandísimo operativo de reconstrucción de la ciudad. Pese a no haber sido en la Guerra Civil de 1936-1939 un escenario bélico, en Peñaranda serán de aplicación las normas estatales sobre Regiones Devastadas y, como aquellas, hubo de ser reconstruida en gran parte.

#### Peñaranda hasta la actualidad

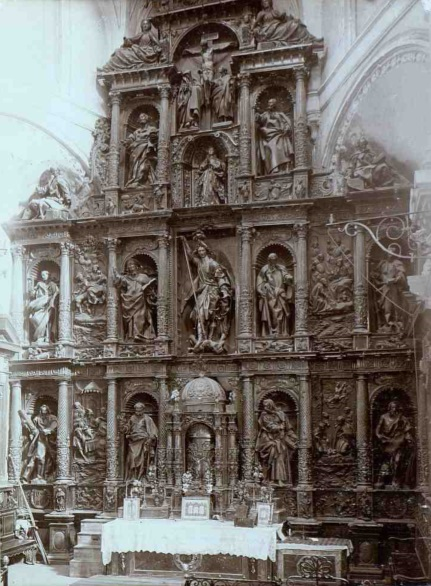
Antiguo retablo de la iglesia parroquial de Peñaranda de Bracamonte, obra de Esteban de Rueda y Sebastián Ducete, destruido en el incendio de 1971

A pesar del catastrófico estallido de El Polvorín, Peñaranda volverá a recuperar su dinamismo económico y experimentará una grandísima expansión demográfica con la llegada de nuevas infraestructuras, industrias y medios tecnológicos que hará crecer de manera extraordinaria a la ciudad entre las décadas de 1940 y 1970.
Será así como llegará el franquismo (1939-1975), período en el que destacará la reconstrucción de la ciudad (finalizada en 1943), la creación del equipo de fútbol de la ciudad (CD Peñaranda) en 1946, la fundación de la Hermandad de Cofradías de Semana Santa de Peñaranda de Bracamonte por el párroco Agustín Martínez Soler en 1954, o la reconstrucción de la iglesia de San Luis en 1959.
Sin embargo, los principales sucesos llegarán en la década de 1970. En 1971 la iglesia de San Miguel, la mayor de la localidad y con un incalculable valor histórico-artístico, resulta devastada en un Incendio tras el que el techo de la iglesia se derrumba y se destruye el retablo del siglo XVII albergado en su interior. Aun después de tal incendio todavía quedan dos esculturas que sobrevivieron a las llamas, el Santísimo Cristo de la Cama, que aún hoy sigue siendo procesionado, y el San Antonio. El incendio será de tal calibre que la iglesia no se reabrirá hasta una década después, en 1981.
La historia cuenta que Santa Teresa pasó por Peñaranda y pidió agua, pero los vecinos se negaron a dársela, entonces, Santa Teresa, sacudiendo la alpargata, dijo que pagarían por negarle el agua, y añadió que la iglesia de San Miguel Ángel sería destruida tres veces.
Tras esta desgracia en 1973 se producirán dos momentos muy destacados. En primer lugar la llegada regular del Agua a la ciudad tras la Inauguración del Embalse del Milagro, lo cual se producía tras toda una historia de la ciudad en la que debido a la ausencia de río el agua siempre fue un bien escaso al deber ser extraído de las charcas que rodeaban la ciudad. Finalmente en el franquismo destaca ese mismo año la declaración de las plazas del casco histórico de la ciudad como Conjunto histórico-artístico.

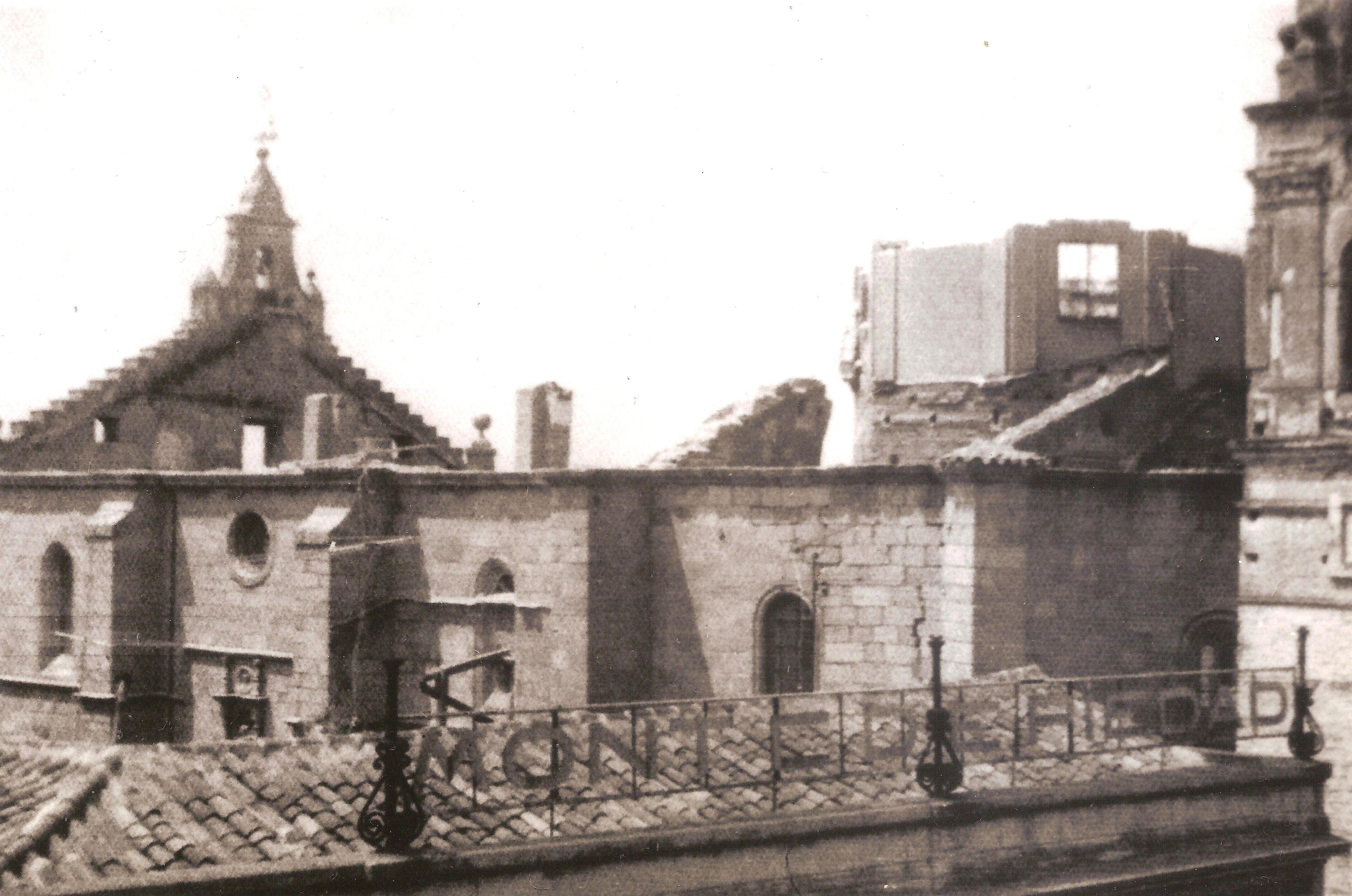
La iglesia de San Miguel tras ser asolada por el incendio de 1971

En 1978 con la Constitución volverá a España la democracia. Este será un período en el que la expansión demográfica experimentada durante pasadas décadas en la ciudad hará llegar numeroso servicios públicos, sociales y culturales a la ciudad, destacando la inauguración de numerosos edificios públicos como son el edificio de Correos (1984), el colegio Severiano Montero (1984), la estación de autobuses (1986), el polideportivo cubierto (1988), el teatro Calderón (en 1991 tras la rehabilitación del edificio que antaño albergó el Casino), el centro de salud de los Jardines (en 1992) o el IES Tomás y Valiente (1992).

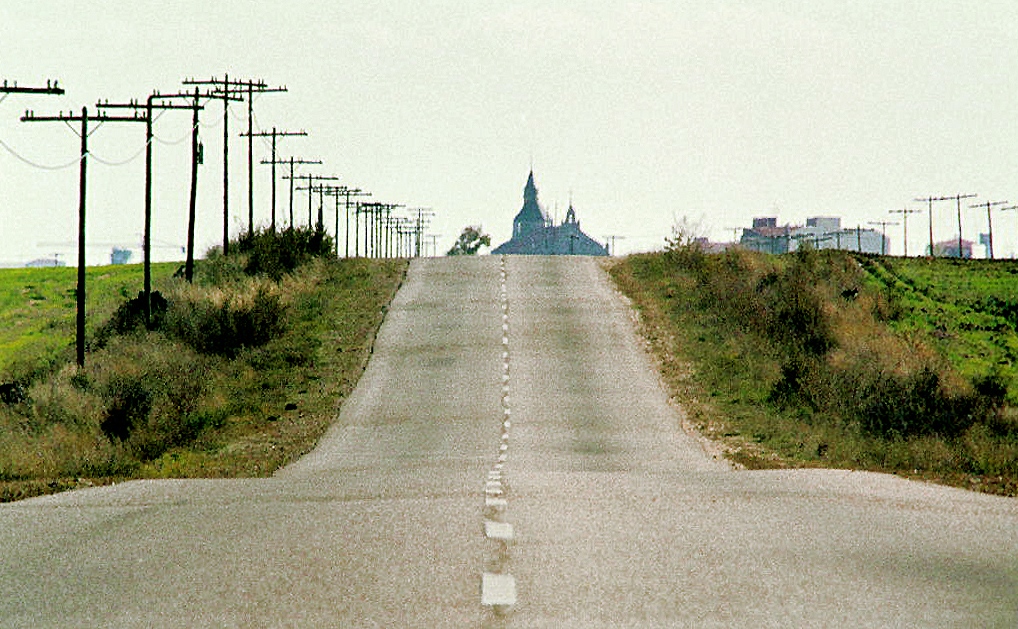
Carretera a comienzos de la década de 1980

 En cuanto a patrimonio artístico destacará la construcción del nuevo templete en 1988 en el centro de la plaza de España, uno de los símbolos actuales de la ciudad y reforma del anterior templete, de hierro, de 1924.
Sin embargo, el elemento más a destacar del último período democrático en la ciudad ha sido el florecimiento cultural y tecnológico, el cual ha venido fomentado (además de por la llegada de nuevos servicios) por la labor de la Fundación Germán Sánchez Ruipérez fundada por el mecenas peñarandino don Germán Sánchez Ruipérez y que pondrá en marcha en Peñaranda el Centro de Desarrollo Sociocultural en 1989 y en 2006 el Centro Internacional de Tecnologías Avanzadas para el Medio Rural o CITA.

## Demografía
Peñaranda cuenta con una población de 6063 habitantes (INE 2024).
| Gráfica de evolución demográfica de Peñaranda de Bracamonte entre 1842 y 2021                                       |
| |
| Población de derecho según los censos de población del INE Población de hecho según los censos de población del INE |

Según el Instituto Nacional de Estadística, Peñaranda tenía, a 31 de diciembre de 2018, una población total de 6308 habitantes, de los cuales 3096 eran hombres y 3212 mujeres. Respecto al año 2000, el censo refleja 6235 habitantes, de los cuales 3048 eran hombres y 3187 mujeres. Por lo tanto la ganancia de población en el municipio para el periodo 2000-2018 ha sido de 73 habitantes, un 1 % de aumento. Se trata de un crecimiento muy poco acentuado, pero muy importante en comparación con otros municipios del entorno, donde incluso se registran porcentajes de hasta 40 % de pérdida de población.

### Economía
Peñaranda de Bracamonte es cabeza de comarca y dispone de una economía basada en los sectores industrial y de servicios, lo que la hace sede de numerosos servicios públicos que atienden a los vecinos de todo el partido judicial de Peñaranda de Bracamonte.
El comercio ha supuesto para Peñaranda su motor natural económico, siendo actualmente la localidad referencia en este sector además de por el típico Mercadillo celebrado todos los jueves, por la presencia de numerosos comercios tanto tradicionales como modernos, desde pequeñas tiendas familiares a amplios supermercados. Así mismo, destaca la fuerte actividad hostelera así como restaurativa y gastronómica, viniéndose realizando en Peñaranda de Bracamonte diversas actividades en este aspecto como el ya típico Concurso de Pinchos celebrado durante el verano.
En cuanto a la actividad industrial destaca el núcleo industrial regional del «Polígono Industrial El Inestal», ubicado al sur de la localidad peñarandina.
Finalmente cabe mencionar la actividad comunicativa de Peñaranda de Bracamonte, disponiendo de diversos canales de comunicación comarcales propios como son cadenas radiofónicas y periódicos en línea exclusivos de Peñaranda de Bracamonte, así como canal televisivo comarcal propio (TCP - Televisión Comarcal de Peñaranda) actualmente activo en épocas festivas de Peñaranda de Bracamonte y su comarca.

## Administración y política

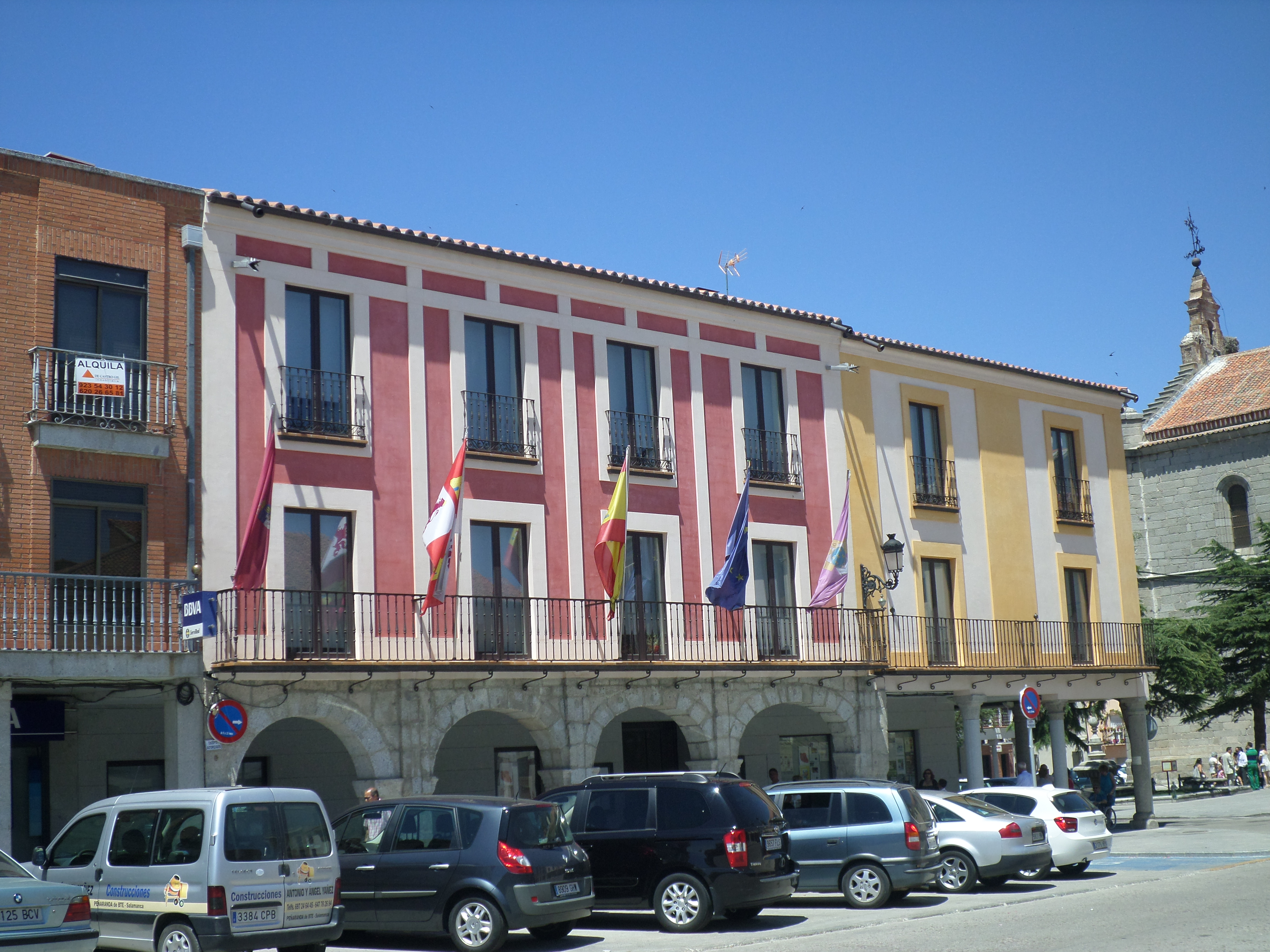
Ayuntamiento de Peñaranda

### Gobierno municipal
| Periodo   | Nombre                       | Partido | Partido                                  |
| --------- | ---------------------------- | ------- | ---------------------------------------- |
| 1979-1983 | Manuel González Almeida      |         | Unión de Centro Democrático (UCD)        |
| 1983-1987 | Aquilino Gutiérrez Hernández |         | Partido Socialista Obrero Español (PSOE) |
| 1987-2011 | Isidro Rodríguez Plaza       |         | Partido Socialista Obrero Español (PSOE) |
| 2011-2015 | José A. Jiménez Barcala      |         | Partido Popular (PP)                     |
| 2015-act. | Carmen Ávila de Manueles     |         | Partido Socialista Obrero Español (PSOE) |

| Partido político                         | 2023  | 2023  | 2023       | 2019  | 2019  | 2019       | 2015  | 2015  | 2015       | 2011  | 2011  | 2011       | 2007  | 2007  | 2007       | 2003  | 2003  | 2003       |
| Partido político                         | %     | Votos | Concejales | %     | Votos | Concejales | %     | Votos | Concejales | %     | Votos | Concejales | %     | Votos | Concejales | %     | Votos | Concejales |
| Partido Socialista Obrero Español (PSOE) | 45,98 | 1613  | 6          | 45,25 | 1714  | 7          | 66,20 | 2480  | 9          | 45,4  | 1863  | 6          | 48,60 | 2014  | 7          | 52,32 | 2197  | 7          |
| Partido Popular (PP)                     | 37,68 | 1322  | 5          | 25,45 | 964   | 3          | 30,00 | 1125  | 4          | 51,60 | 2115  | 7          | 44,00 | 1823  | 6          | 38,58 | 1620  | 5          |
| Vox                                      | 7,95  | 279   | 1          | —     | —     | —          | —     | —     | —          | —     | —     | —          | —     | —     | —          | —     | —     | —          |
| Peñaranda en Común (PEC)                 | 7,24  | 254   | 1          | 9,90  | 375   | 1          | —     | —     | —          | —     | —     | —          | —     | —     | —          | —     | —     | —          |
| Ciudadanos (CS)                          | —     | —     | —          | 17,95 | 680   | 2          | —     | —     | —          | —     | —     | —          | —     | —     | —          | —     | —     | —          |
| Unión del Pueblo Salmantino (UPSa)       | —     | —     | —          | —     | —     | —          | —     | —     | —          | —     | —     | —          | 3,4   | 142   | 0          | 7,31  | 307   | 1          |
| Izquierda Unida (IU)                     | —     | —     | —          | —     | —     | —          | —     | —     | —          | —     | —     | —          | 2,7   | 112   | 0          | —     | —     | —          |

#### Evolución de la deuda viva municipal
El concepto de deuda viva contempla solo las deudas con cajas y bancos relativas a créditos financieros, valores de renta fija y préstamos o créditos transferidos a terceros, excluyéndose, por tanto, la deuda comercial.
| Gráfica de evolución de la deuda viva del Ayuntamiento entre 2008 y 2023                                          |
| |
| Deuda viva del Ayuntamiento de Peñaranda de Bracamonte, en miles de euros, según datos del Ministerio de Hacienda |

### Justicia
Peñaranda de Bracamonte es cabeza de partido judicial y de una mancomunidad de municipios, lo que hace que la localidad albergue sedes tanto legislativas como el Ayuntamiento y judiciales como el juzgado de primera instancia e instrucción de Peñaranda de Bracamonte (cuyo edificio fue inaugurado en 2009), así como la sede de la Mancomunidad de Peñaranda.
Así mismo, cabe mencionar como Peñaranda de Bracamonte cuenta con Registro de la Propiedad y de lo Civil propios, así como diversas oficinas comarcales de la Junta de Castilla y León.

## Servicios

### Sanidad
Peñaranda de Bracamonte como cabeza comarcal acoge el centro de salud y las urgencias que dan cobertura sanitaria a los más de 20 000 habitantes de la comarca peñarandina.

### Educación

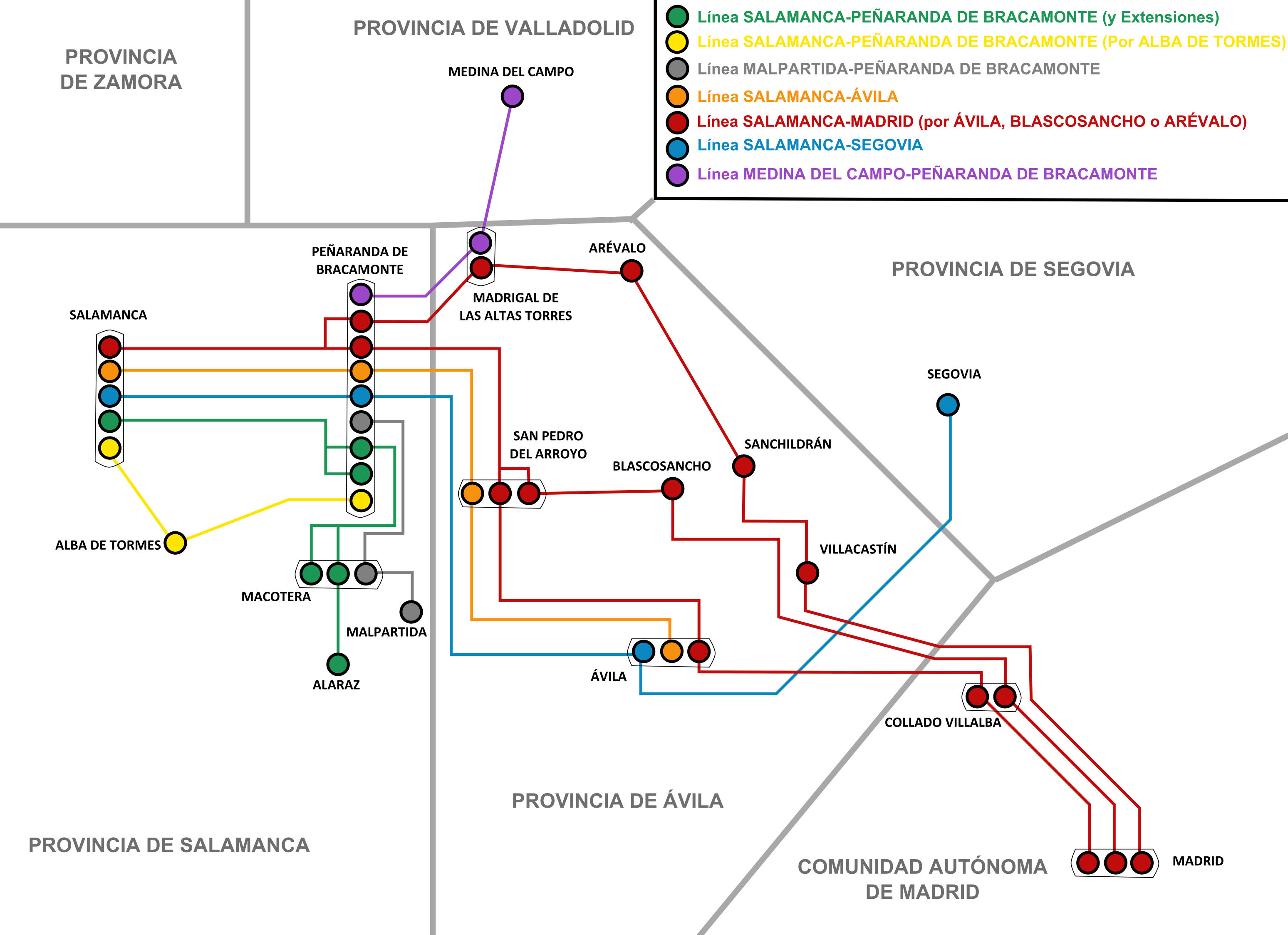
Mapa esquemático de las líneas de autobuses activas con tránsito por Peñaranda de Bracamonte (actualizado en agosto de 2014)

Peñaranda de Bracamonte en la actualidad cuenta con numerosos centros educativos en los que se imparten enseñanzas a niños y jóvenes provenientes de toda la comarca peñarandina:
- Dos colegios públicos de educación infantil y primaria: CEIP Severiano Montero y CEIP Miguel de Unamuno
- Un colegio privado concertado de Educación Infantil, Primaria y Secundaria Obligatoria: colegio La Encarnación
- Dos Institutos de Educación Secundaria Obligatoria y Bachillerato: IES Germán Sánchez Ruipérez e IES Tomás y Valiente

### Transporte y comunicaciones

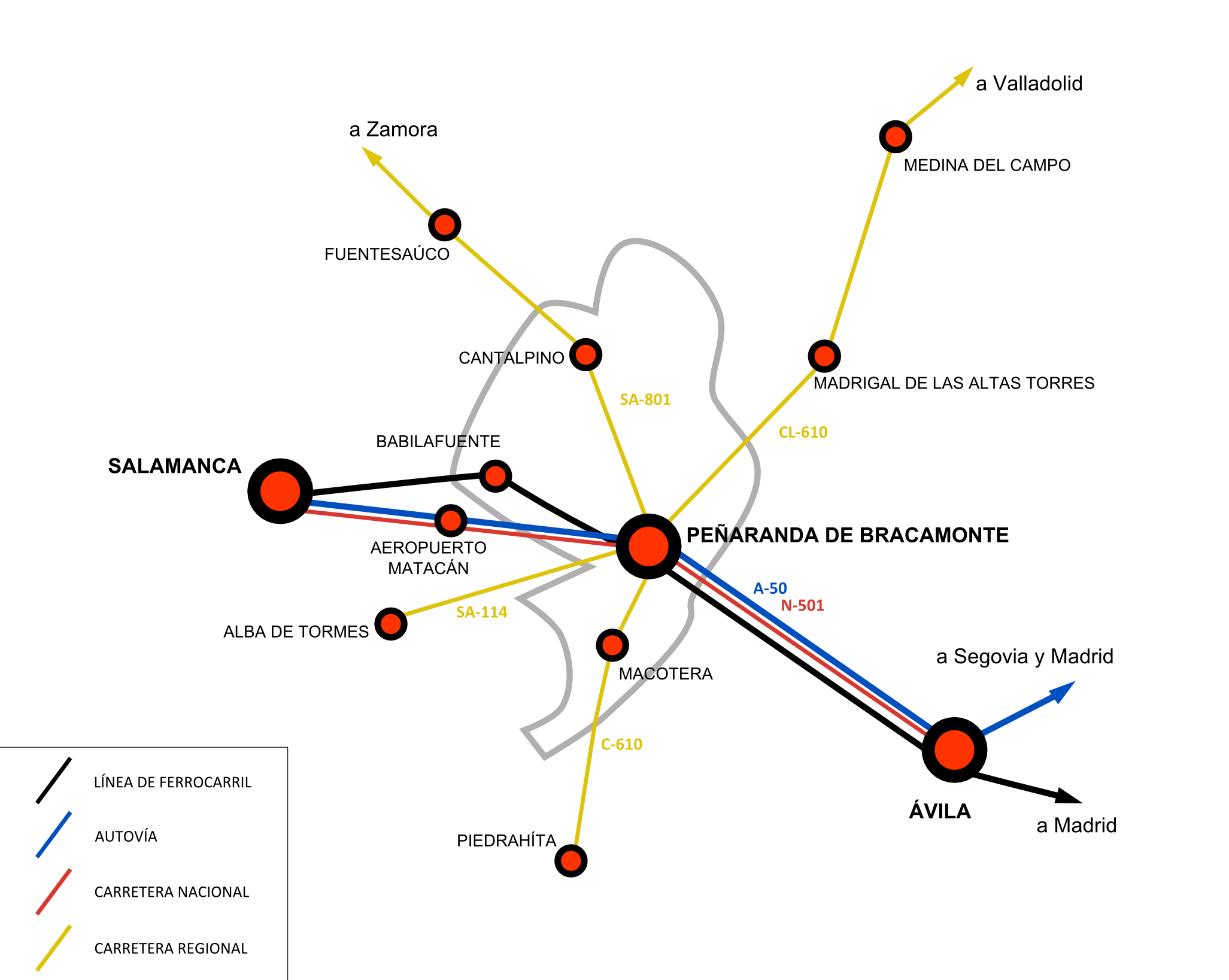
Plano esquemático de la red de comunicaciones de la ciudad

#### Red de comunicaciones
La historia de Peñaranda de Bracamonte y su desarrollo como ciudad son inseparables a su posición geográfica como cruce histórico de caminos en la región.
Los principales ejes de comunicaciones que atraviesan Peñaranda y su área comarcal son la autovía A-50 (Salamanca-Ávila-Madrid) y la carretera nacional N-501. A través de ellas se canalizan los intercambios de bienes y personas y se distribuyen con facilidad toda clase de productos por el área de influencia. La principal vía complementaria a éstas es la CL-610, conexión con el sur de la comarca y salida tradicional hacia la provincia de Valladolid y norte de la de Ávila, convirtiendo la capital peñarandina en un trascendental nudo de comunicaciones. Otras carreteras locales completan y densifican la red de comunicaciones con los municipios noroccidentales de la comarca, sobresaliendo entre ellas la SA-802 y SA-810 que vertebran las subcomarcas de Las Villas y Cantalapiedra.
El ferrocarril Salamanca-Ávila-Madrid, de trazado similar a la N-501, mantiene Peñaranda como estación de referencia, única en al comarca. Para el transporte aéreo, el Aeropuerto de Salamanca-Matacán se encuentra en las inmediaciones del límite comarcal más occidental, entre los municipios de Calvarrasa de Abajo y Villagonzalo de Tormes. Está junto a la N-501, a sólo 28 km de Peñaranda.

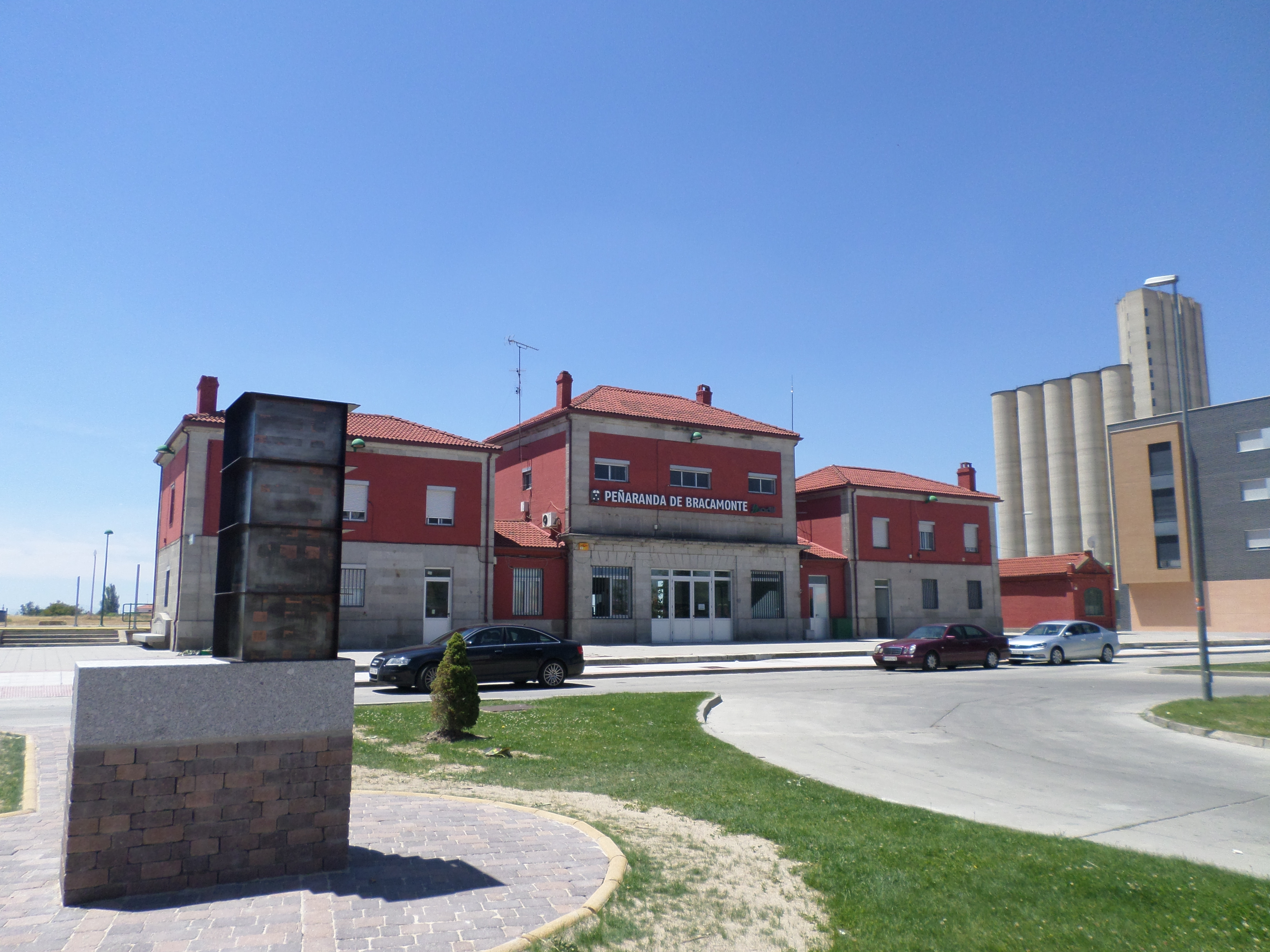
Estación de tren

#### Transporte público
Una de las más notables consecuencias del cruce de caminos que supone Peñaranda de Bracamonte es la amplia disponibilidad de medios de transporte público para desplazarse desde la ciudad, transitando numerosas líneas de autobuses por la estación de autobuses de Peñaranda, así como la línea de ferrocarril Salamanca-Madrid, la cual solo hace parada en Salamanca, Peñaranda de Bracamonte, Ávila, Collado Villalba y Madrid-Chamartín.

## Patrimonio

### Conjunto histórico artístico
El Casco Antiguo de Peñaranda fue declarado en 1973 Conjunto histórico-artístico en torno a sus tres plazas sucesivas: la de Martínez Soler, la de la Constitución y la de España, siendo en el año 2012 cuando por el Acuerdo 73/2012 la Junta de Castilla y León delimitará adecuadamente la zona afectada por la Declaración.
Las plazas presentan una estructura rectangular muy alargada, estando porticadas y destacando en ellas: la iglesia de San Miguel en la plaza de Agustín Martínez Soler; el edificio del Ayuntamiento y el antiguo palacio de los Bracamonte en la plaza de la Constitución, y el templete y la antigua cárcel (actual edificio del centro de desarrollo sociocultural) en la plaza de España.

#### Plaza de Agustín Martínez Soler e iglesia de San Miguel Arcángel
Se trata de la plaza más antigua, de menor tamaño y más septentrional de las tres que componen el centro histórico de la ciudad peñarandina, así como la única que presenta una estructura cuadrada (aunque su forma actual es realmente reciente puesto que procede de la demolición en el siglo XIX de cuatro viviendas en el centro de la actual plaza) y que no se encuentra en su totalidad porticada al dar en su extremo norte con la iglesia de San Miguel y por su costado oriental con la única casa sin porticar del conjunto de las plazas, fechada en 1718.
En ella destacan los jardines ubicados en la misma flanqueando la céntrica fuente de los Cuatro Caños, del 1654 de base circular y estructura ochavada y construida en granito, la cual ha sido a lo largo de los siglos lugar de encuentro y reunión de todos los peñarandinos.
Finalmente, se ha de hacer una especial mención a la iglesia ubicada en esta plaza, mayor de la localidad y de dimensiones catedralicias, la iglesia de San Miguel. Sus orígenes datan del siglo XV, aunque las fachadas principales de la portada occidental y meridional datan del siglo XVI y la torre del siglo XVIII. Su interior y cimborrio datan de finales del pasado siglo al quedar completamente destruidos tras el incendio de 1971 que arrasó el edificio y el Retablo Mayor, obra magnífica del barroco español de tiempos de don Gaspar de Bracamonte.
El exterior del templo es de estilo clasicista construido en diversos materiales: sillería de granito el grueso del templo, cubierta y torre en ladrillo, cimborrio en madera cromada blanca, y tejados del cimborrio y la torre en pizarra. Destaca el pórtico meridional que preside un Arcángel Miguel del siglo XVI custodiado por los escudos de armas de los Bracamonte fundadores del templo.
En el interior del centro, de magnas dimensiones con estilo austero en sillería de granito y con tres naves separadas por columnas cilíndricas también de granito, destaca la única capilla que se salvó del incendio de 1971, la Capilla de San Antonio, la cual conserva el estilo barroco del templo en sus tiempos de mayor esplendor y en la actualidad alberga al Cristo de la Cama, uno de los más venerados en la localidad.

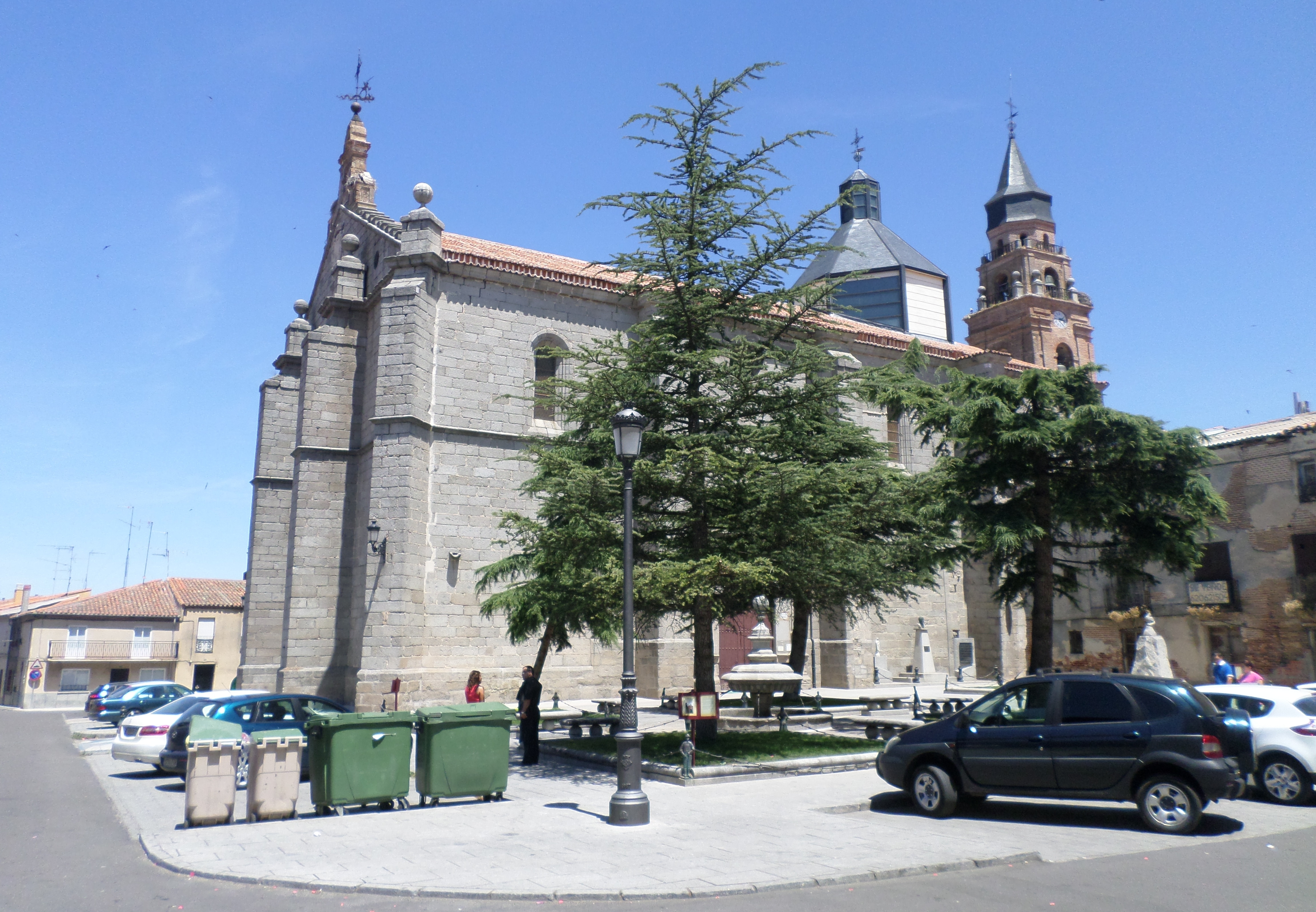
Plaza de Agustín Martínez Soler e Iglesia de San Miguel
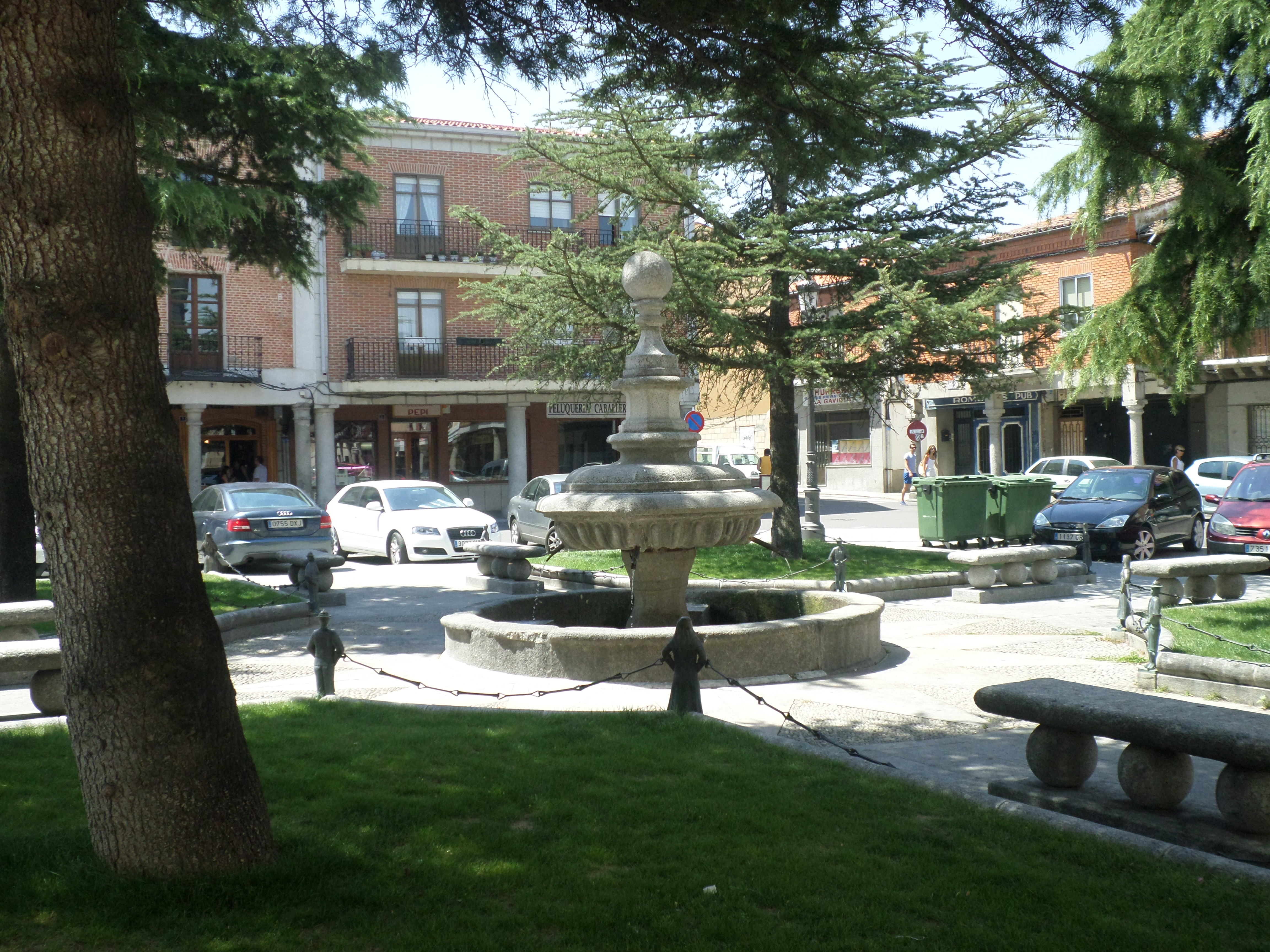
Fuente de los Cuatro Caños y Jardines
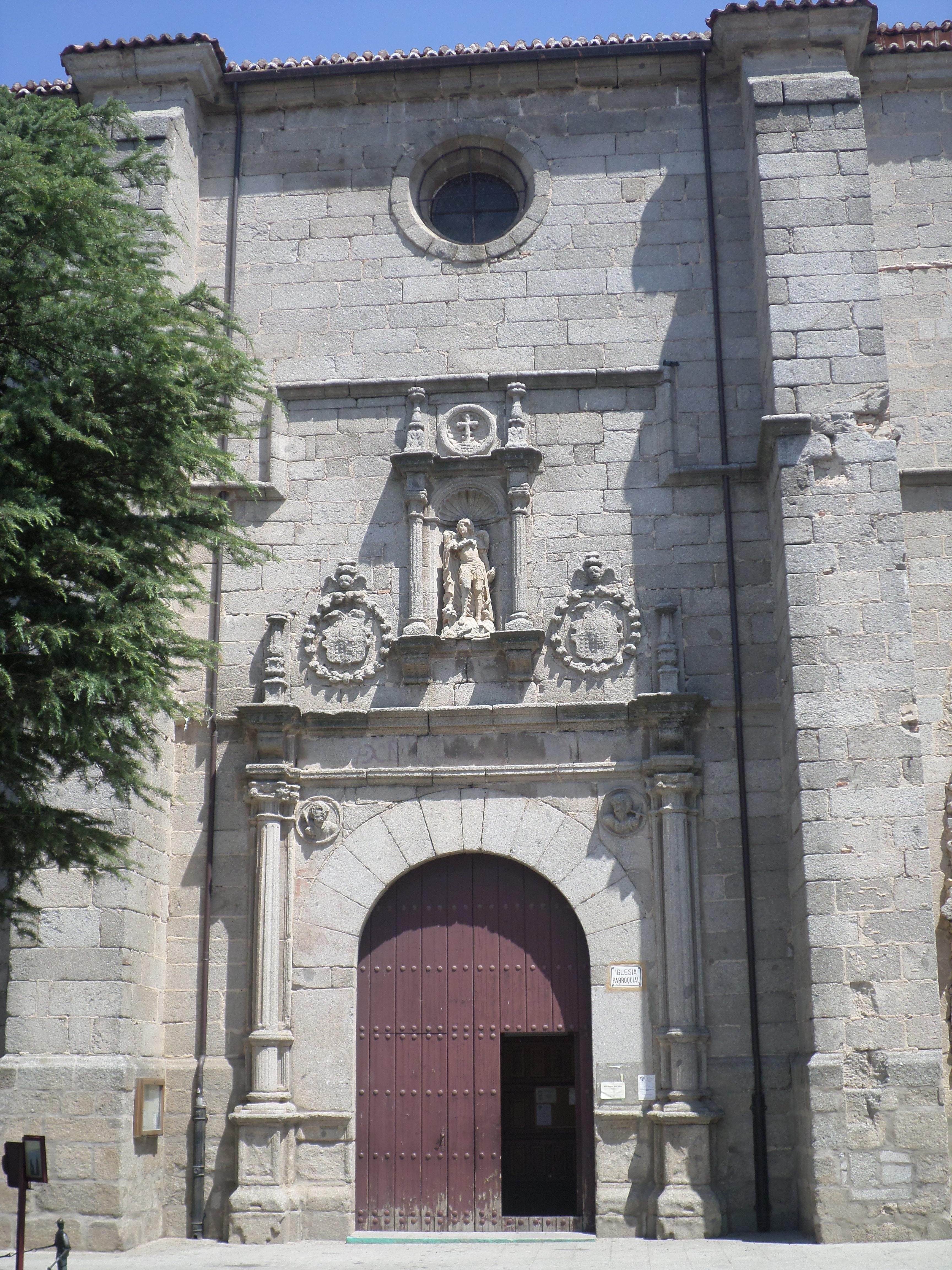
Fachada principal
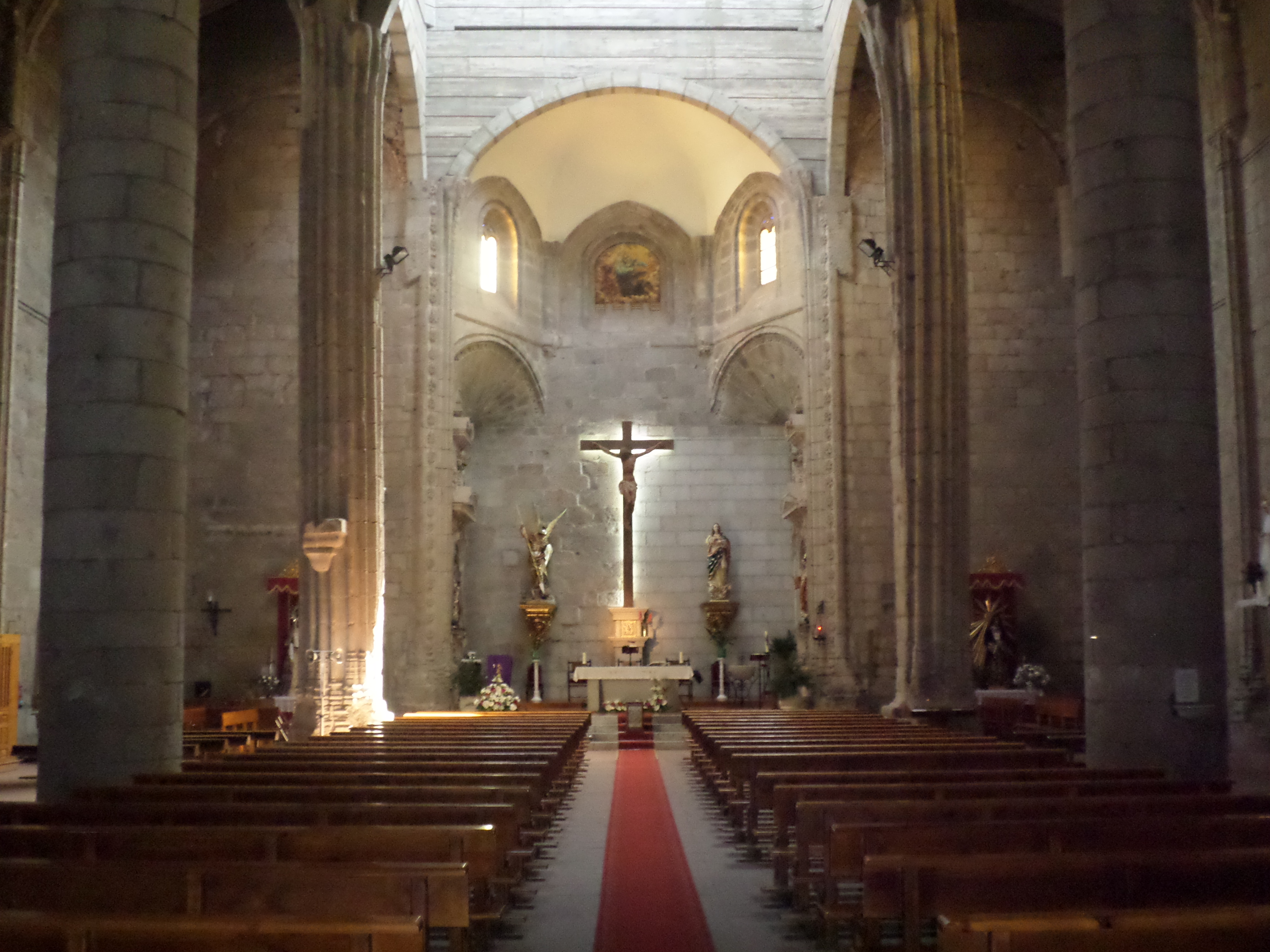
Interior de la Iglesia de San Miguel

#### Plaza de la Constitución
Se trata de la plaza central en el conjunto histórico-artístico. Data del siglo XVI y al igual que la plaza de España fue construida para albergar el próspero mercado de la ciudad. Así mismo, en esta plaza de estilo renacentista clásico destacan los numerosos soportales que portican la plaza y los miradores del siglo XIX de origen burgués o el edificio de la antigua Caja de Ahorros.
Sin embargo el edificio más destacable sin duda de la plaza es el ayuntamiento, edificio del año 1647 que ejerció como tal en el período 1647-1674 y desde mediados del siglo XIX hasta la actualidad. Se trata de un edificio de estilo clasicista que tras una reciente restauración cuenta con una fachada plana de colores rosáceos y amarillentos, contando con un pórtico con cuatro arcos de medio punto en granito.
Destaca así mismo el Palacio de los Bracamonte, edificio residencia de la familia Bracamonte a lo largo del siglo XVII que sin embargo en la actualidad se encuentra en mal estado debido a la falta de mantenimiento.

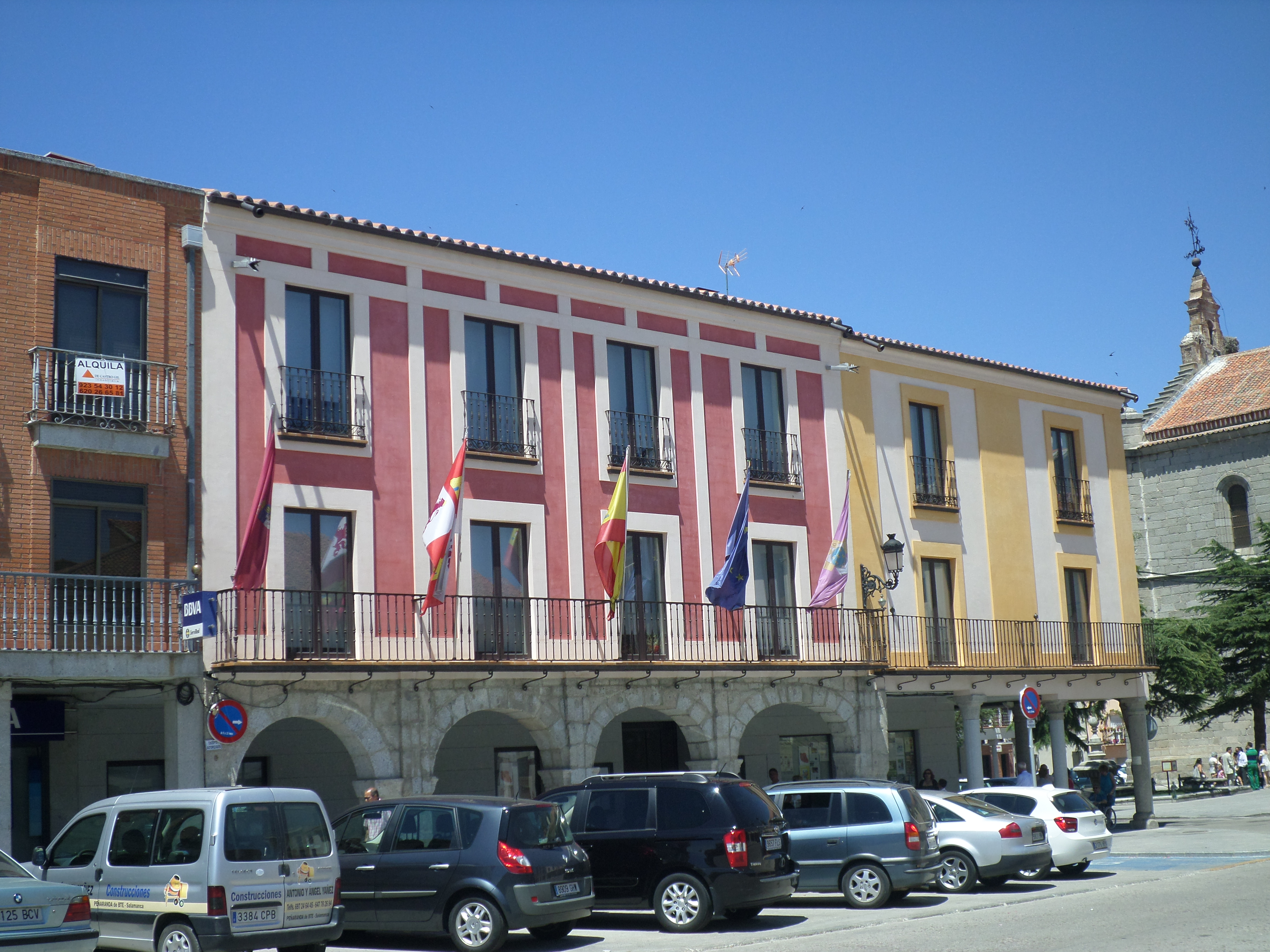
Casa consistorial
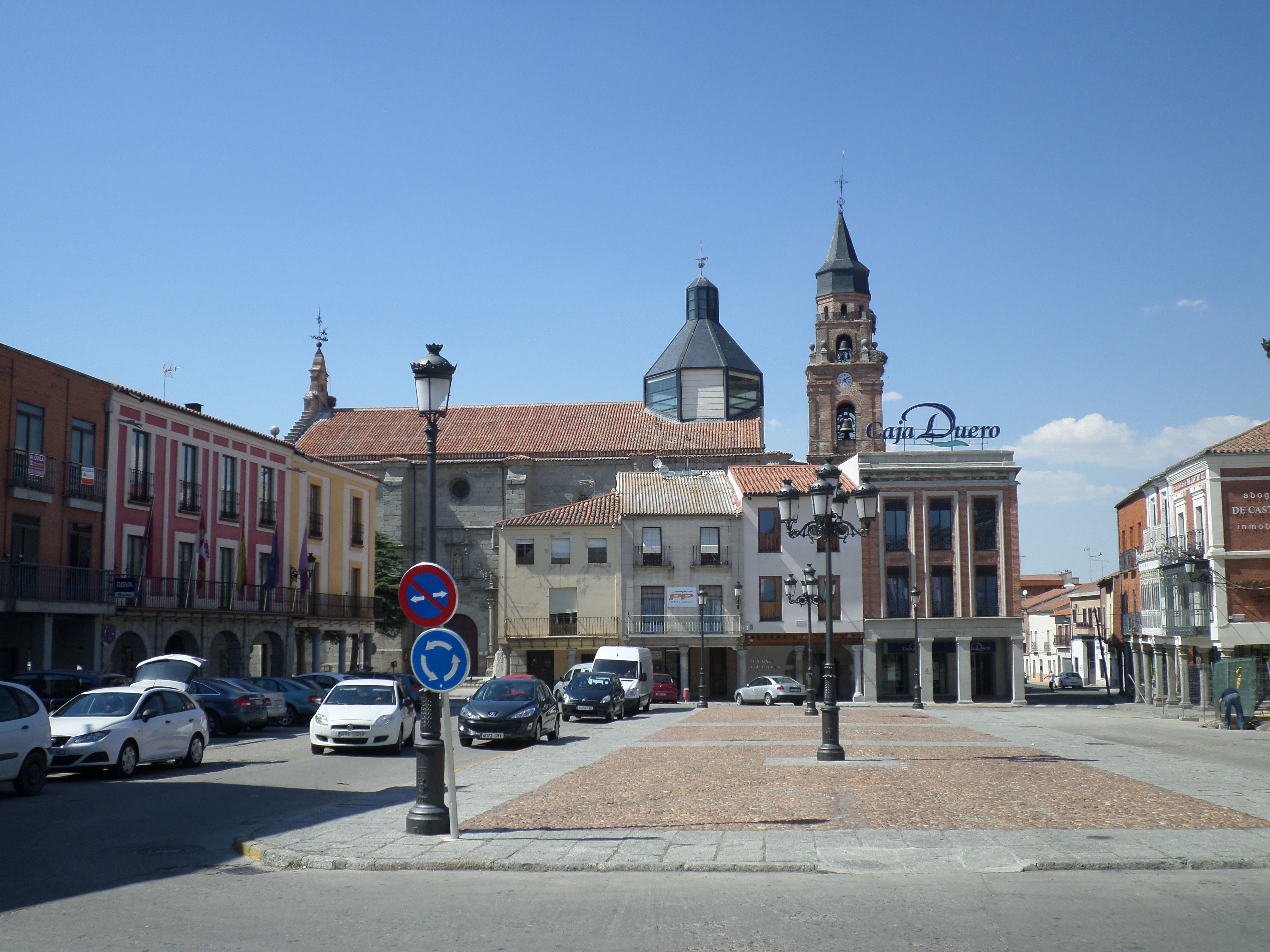
Plaza de la Constitución desde el Palacio de los Bracamonte
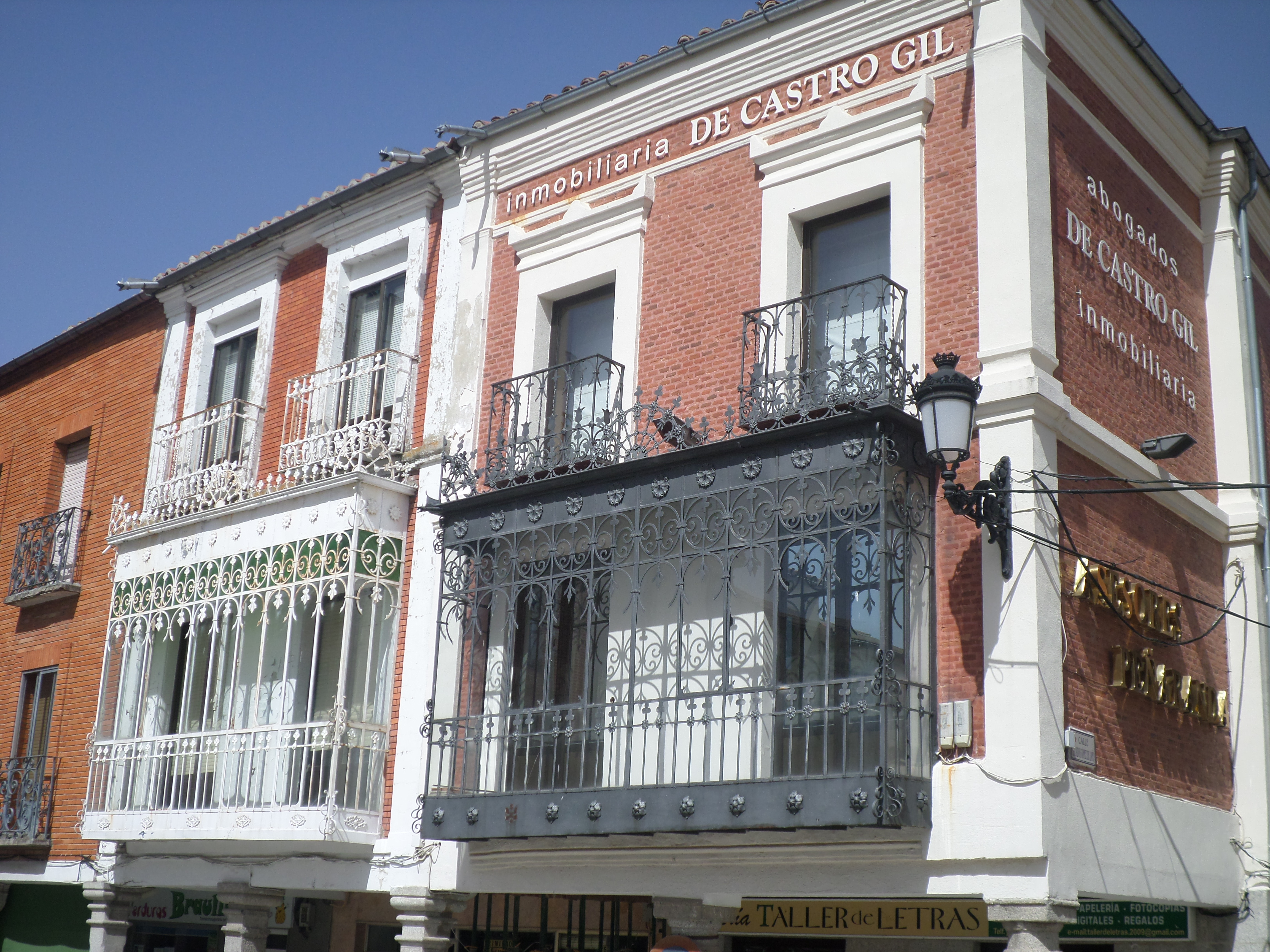
Miradores del siglo XIX en la Plaza

#### Plaza de España y el Templete
Se trata de la más moderna de las plazas, presentando una estructura rectangular regular y siendo la más meridional de las plazas que conforman el conjunto histórico-artístico. En ella hay dos edificios que sin duda destacan.
En primer lugar destaca El Templete, también conocido como Quiosco de Música y uno de los símbolos de la ciudad peñarandina. Su construcción data de 1924, aunque era de hierro y no será hasta 1988 cuando adopte su actual estructura característica.
En segundo lugar, se ha de destacar el actual edificio del Centro de Desarrollo Sociocultural de la Fundación Germán Sánchez Ruipérez. Su construcción data de 1675 siendo su función original la de juzgado, cárcel y ayuntamiento de la ciudad. En la actualidad el edificio alberga la biblioteca municipal, salón de actos, salón de exposiciones y aulas para diversos cursos, siendo núcleo cultural de la ciudad junto al CITA.

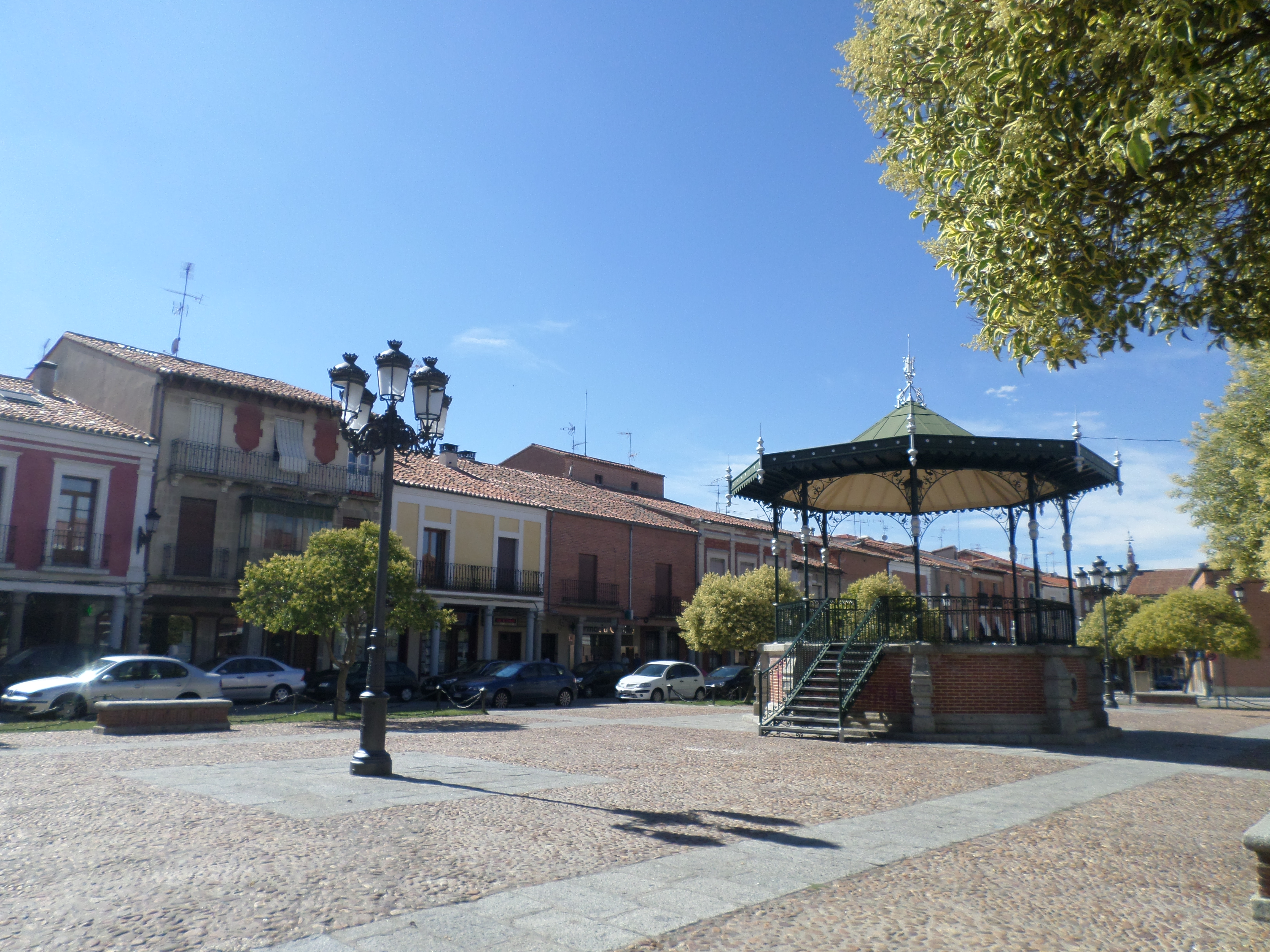
Plaza de España
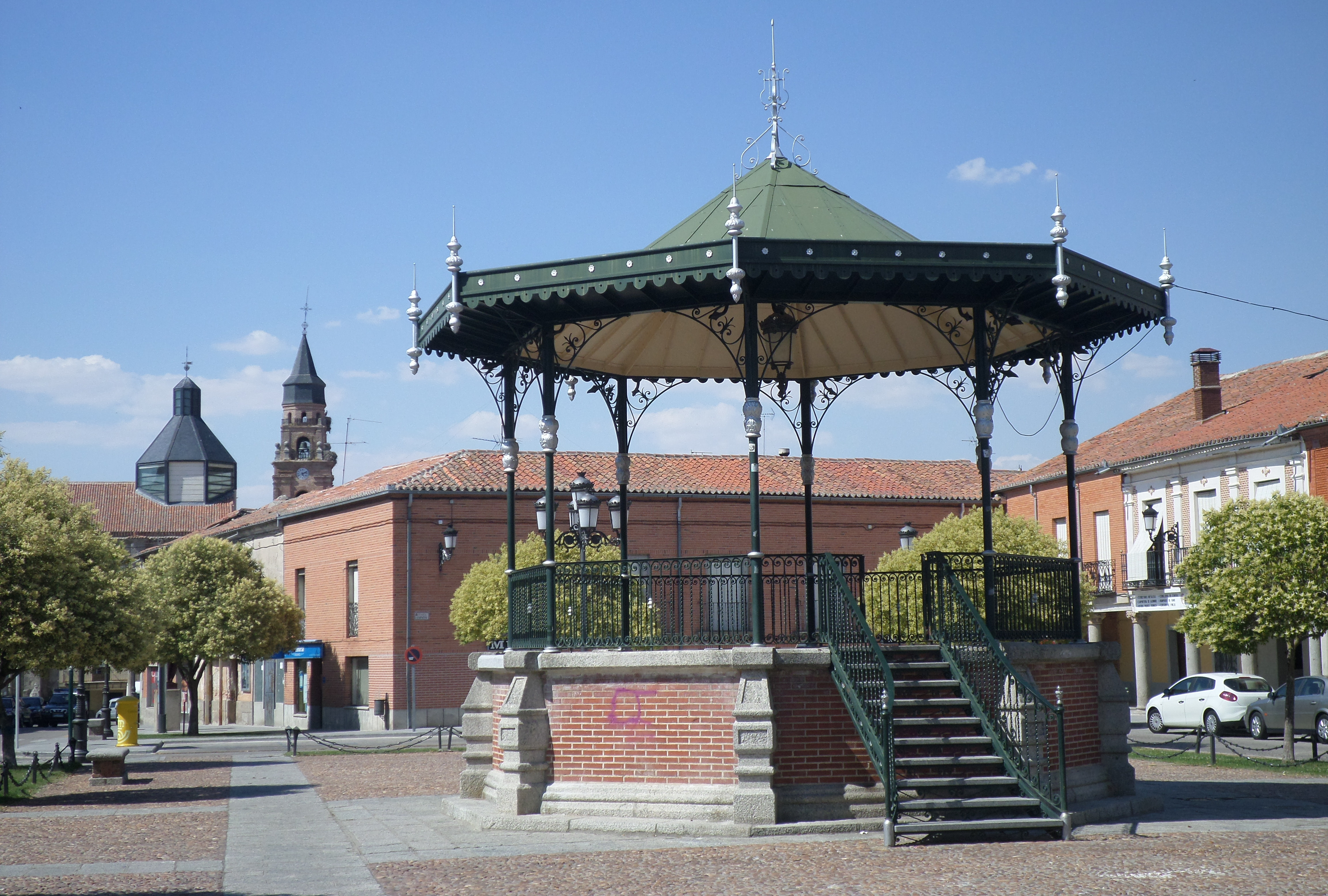
El Templete
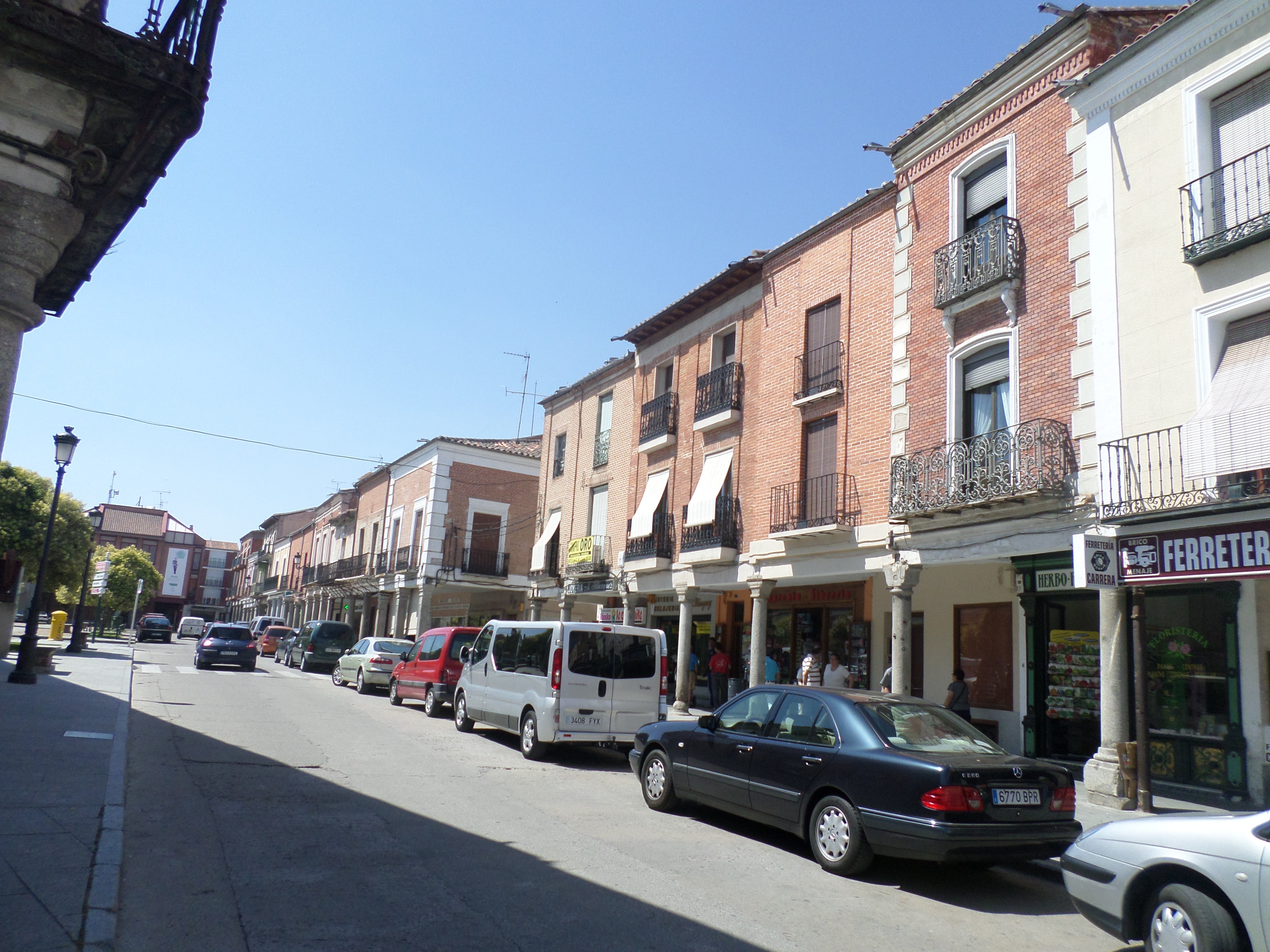
Soportales entre las Plazas de España y la Constitución
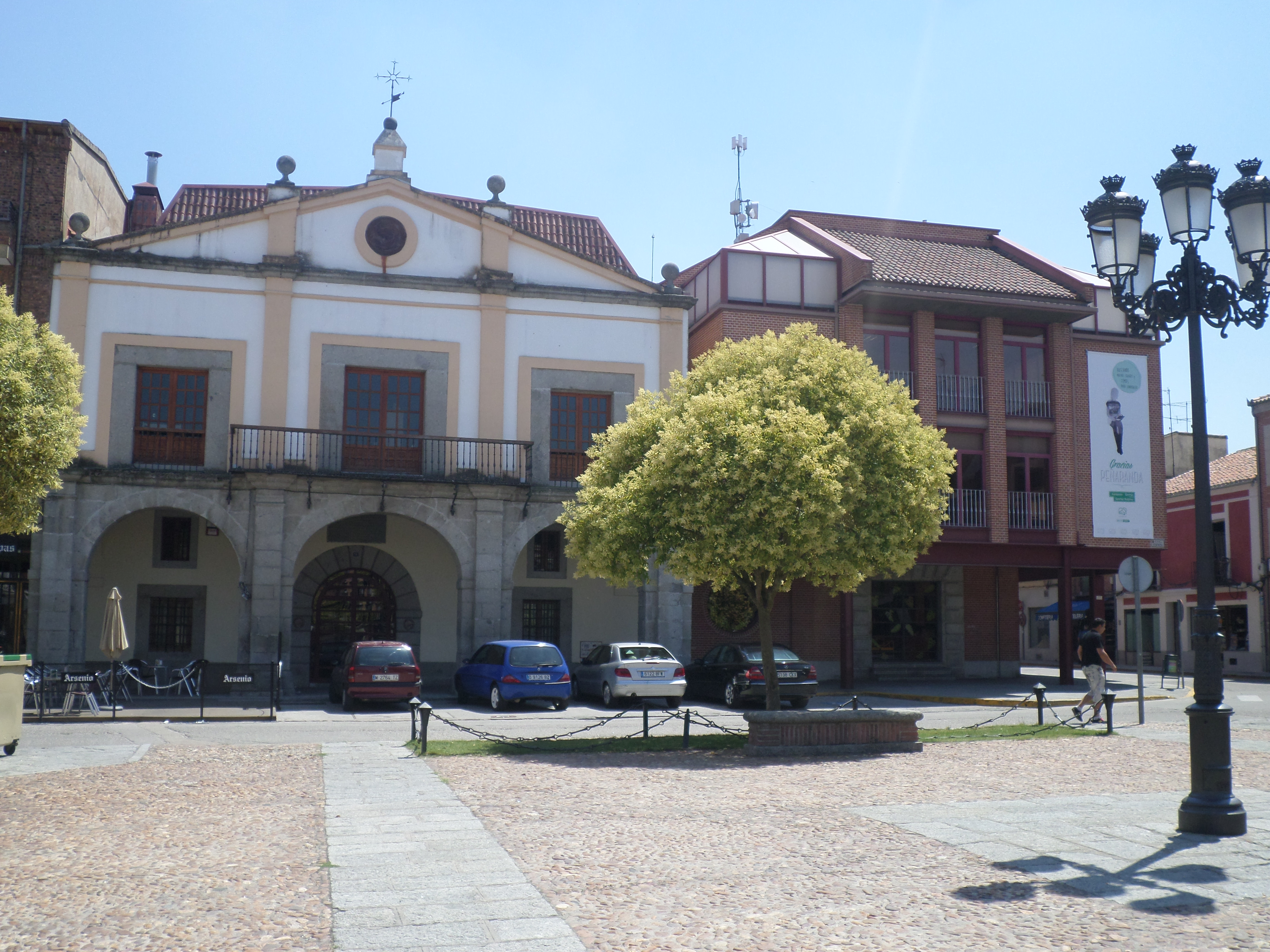
Centro de Desarrollo Sociocultural de la FGSR

### Otros monumentos

#### Convento de las Madres Carmelitas
El conjunto de iglesia y convento de las Madres Carmelitas es uno de los más importantes de toda la provincia de Salamanca, guardando y conservando, con celo ejemplar, la mejor colección de pintura italiana y bronces napolitanos existentes en la zona.
Fundado a mediados del siglo XVII por Gaspar de Bracamonte Guzmán, III conde de Peñaranda y virrey de Nápoles, el convento es obra barroca de fray Juan de San José, pero más que en el edificio arquitectónico en sí (el cual ya es del todo destacable por sus dimensiones y belleza) el interés de este recinto radica en la colección artística que conserva en forma de obras pictóricas procedentes de artistas napolitanos de estilo renacentista.
Esto es debido al puesto de virrey de Nápoles del fundador del convento y al mecenazgo del mismo sobre múltiples artistas de dichos territorios. De esta forma las contribuciones del conde de Peñaranda permiten contemplar en la iglesia y clausura de las Madres Carmelitas un conjunto pictórico inigualable en toda la región. Obras de Luca Giordano, Andrea Vaccaro, Guido Reni y Marten de Vos entre otros se encuentran repartidas por los muros de la iglesia y por el interior de la clausura.
Se puede destacar dentro del amplio elenco de obras renacentistas napolitanas La Oración en el Huerto de A. Vaccaro, y La Anunciación, Cristo con la Cruz a cuestas y La Transverberación de Santa Teresa, todas ellas de Lucas Jordán.

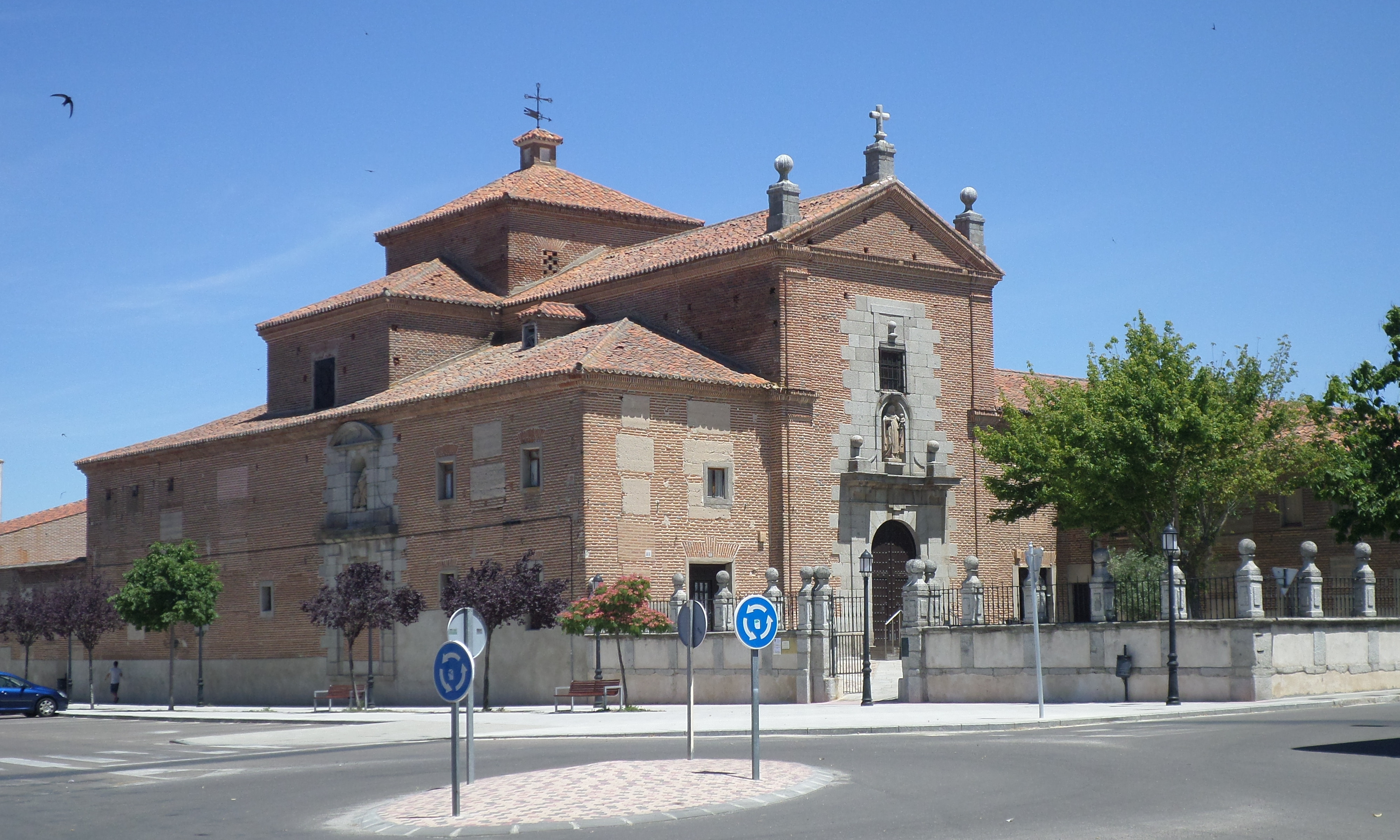
Exterior del Convento de las Madres Carmelitas
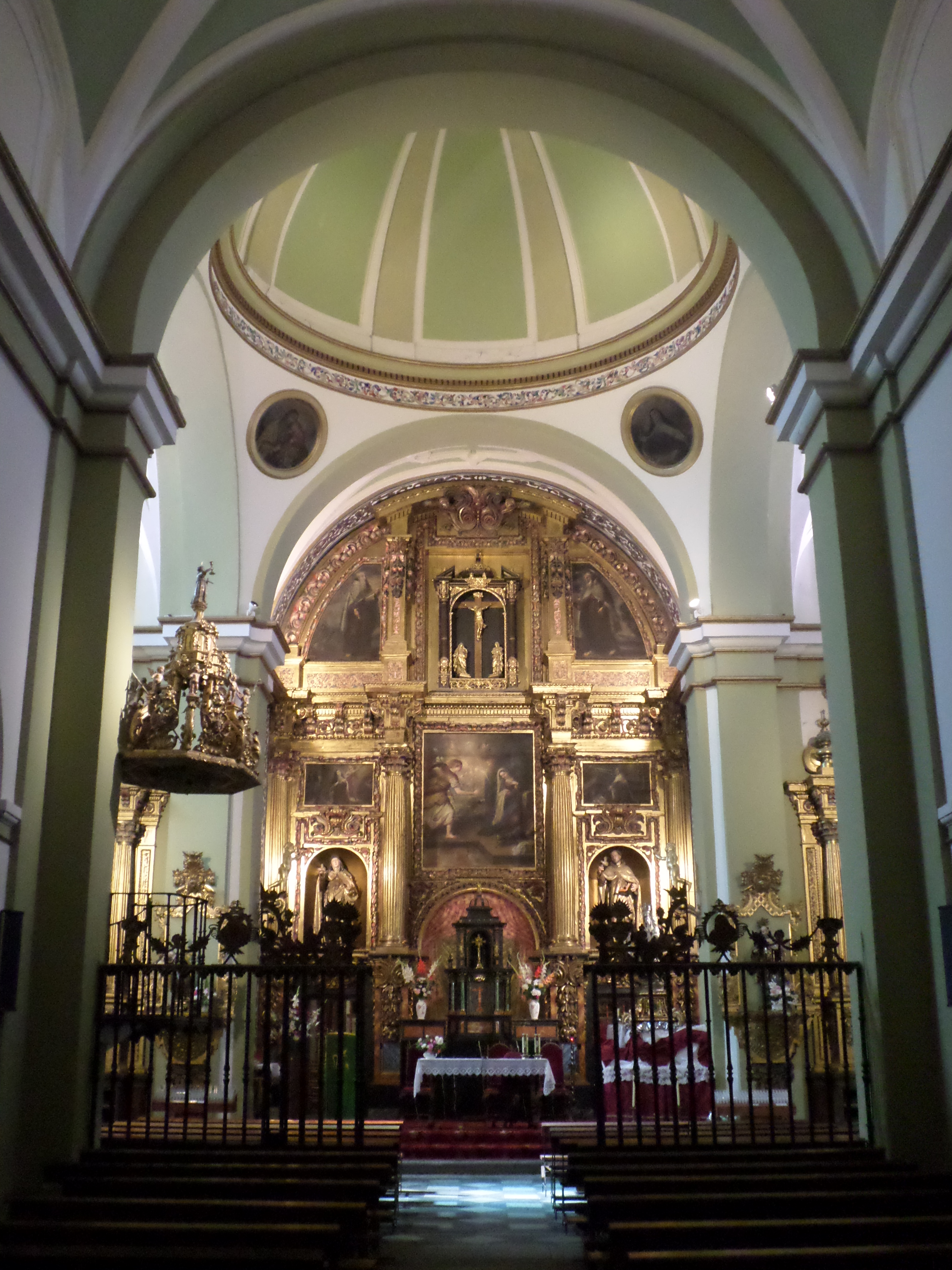
Retablo Mayor del Convento
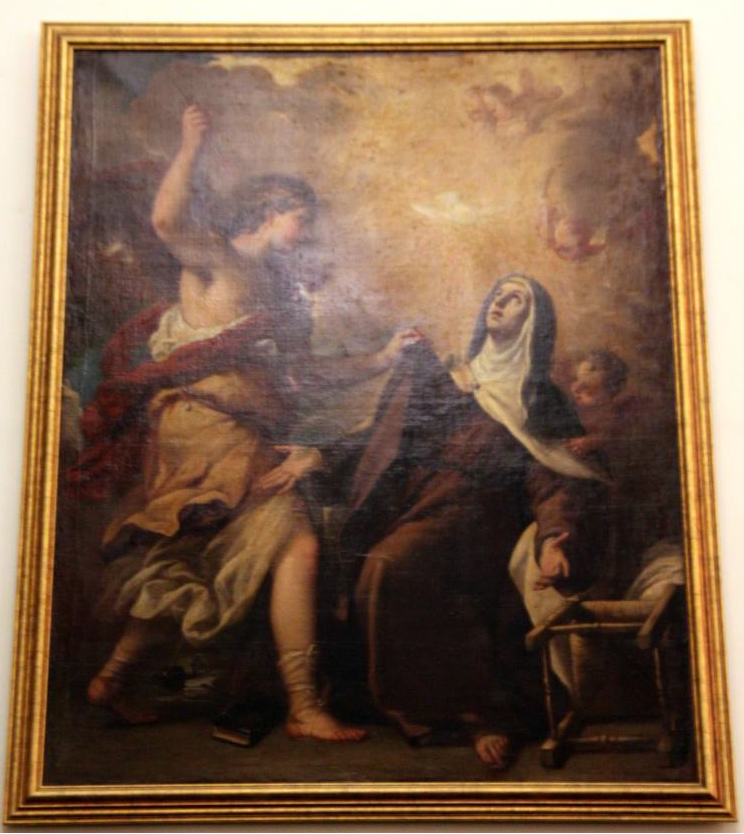
Transverberación de Santa Teresa

#### Ermita del Humilladero

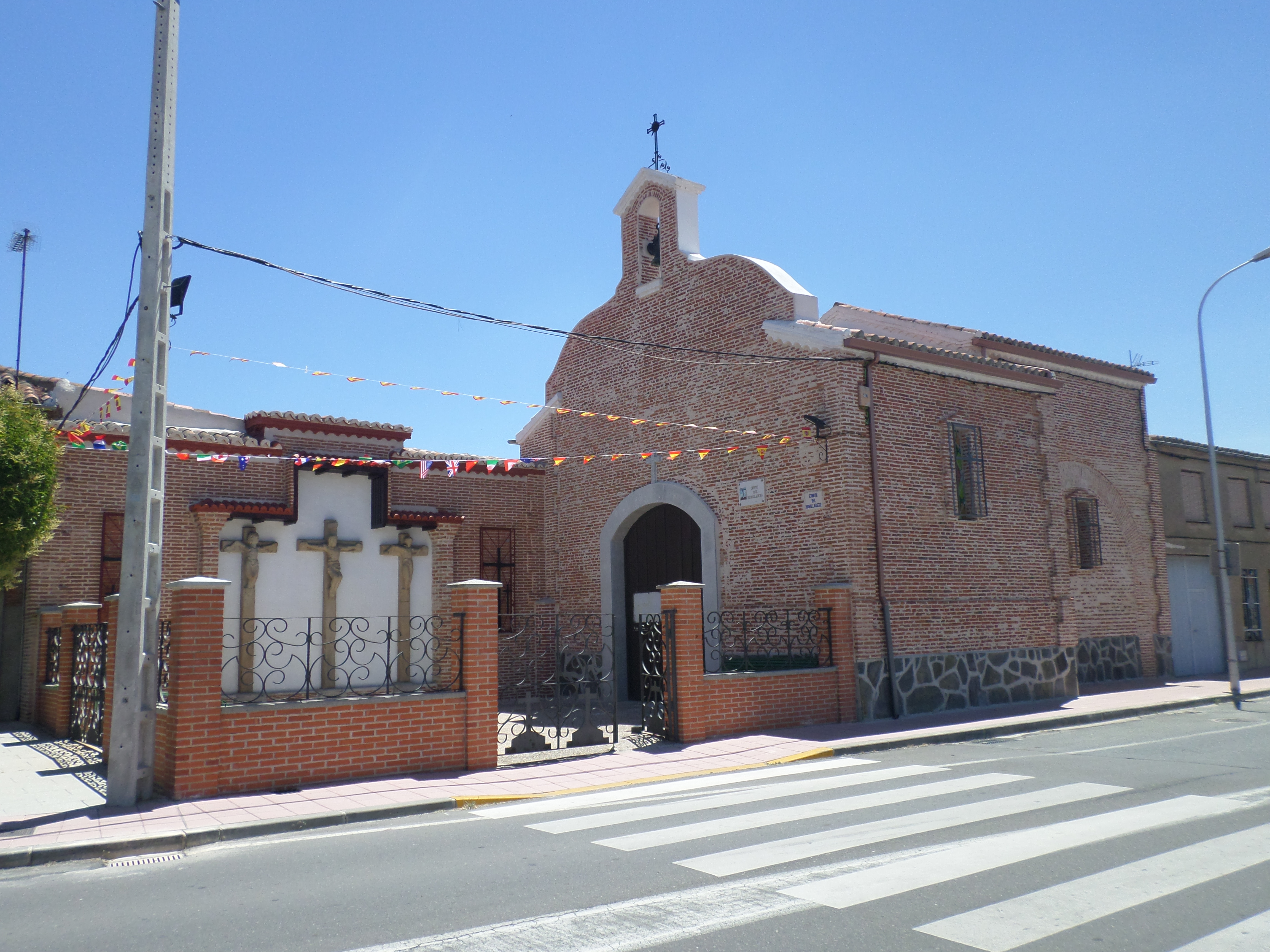
Ermita del Humilladero

Esta ermita, ubicada frente al convento de las Madres Carmelitas, data del siglo XVI. Sin embargo la explosión de El Polvorín en 1939 la destruyó y hubo de ser completamente reconstruida. El edificio de pequeñas dimensiones cuenta con una sola sala y en su patio exterior destaca un Calvario completo de Cristo y los ladrones crucificados proveniente del convento de San Francisco, antiguo templo peñarandino que fue totalmente arrasado también en el Polvorín (1939) y que no pudo ser reconstruido. Fue conocida a nivel nacional por una polémica restauración en 2019.

#### Ermita de San Luis
La segunda ermita en Peñaranda se ubica en el ala oriental de la ciudad, datando de 1643. Se trata de un edificio escalonado en tres niveles y cuya construcción se divide en dos partes, la occidental en ladrillo vista y la oriental en ladrillo y tapial enfoscado, pudiéndose así mismo observar en la portada al templo una hornacina del siglo XVIII decorada con elementos rococó que alberga al Santo.
Este edificio también resultó gravemente dañado tras la explosión de El Polvorín en 1939, por lo que fue reconstruido hasta el año 1948. Sin embargo la restauración más importante será la segunda, producida en 1979 como consecuencia de la amenaza de ruina del templo, instalándose en este momento también los jardines que rodean al templo.

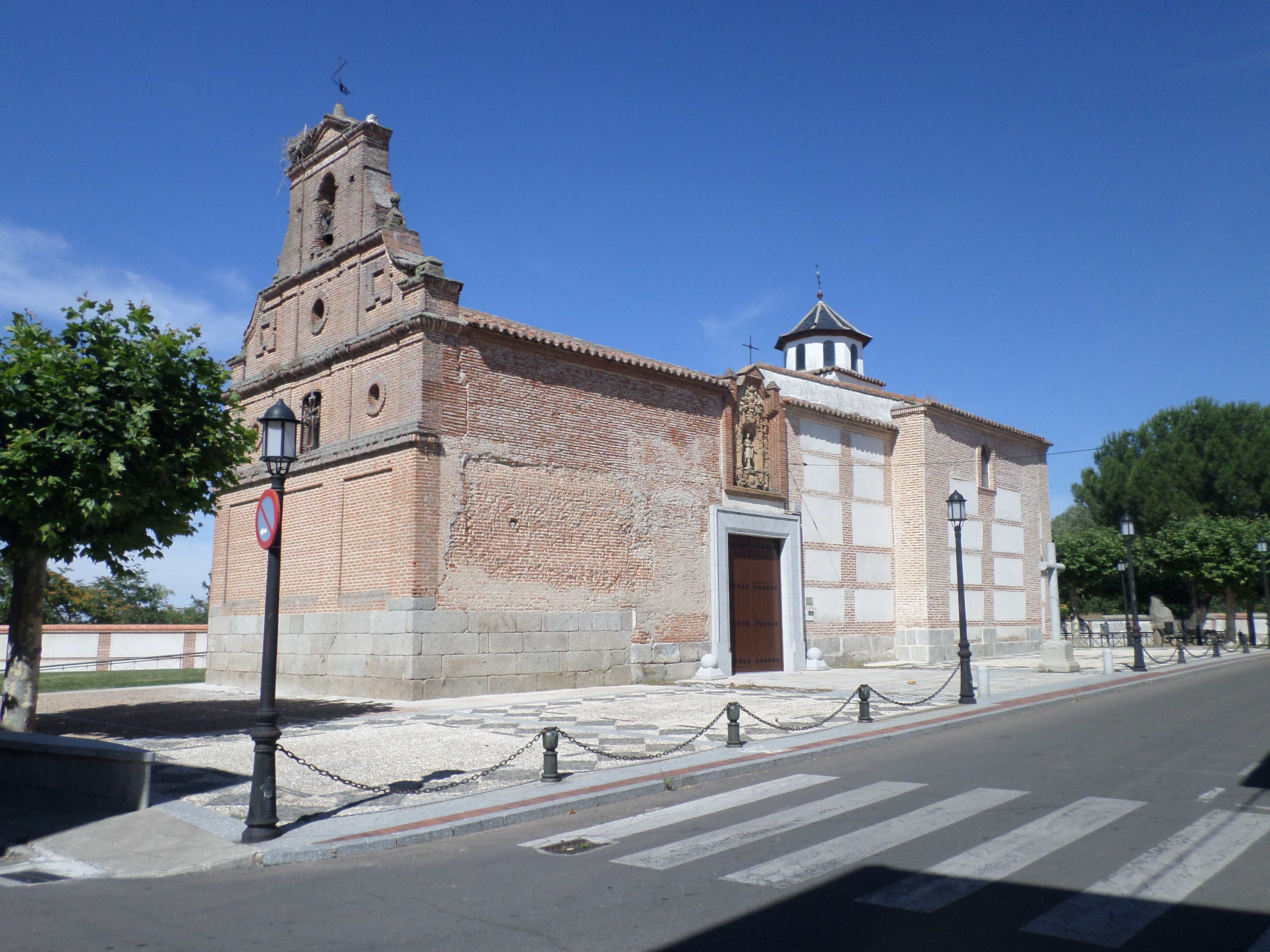
Ermita de San Luis

#### Plaza Nueva
Se trata de una gran plaza ubicada al sur de la localidad. No forma parte del conjunto de tres plazas centrales que forman el conjunto histórico-artístico de Peñaranda. Se trata de un lugar de encuentro y tránsito en la localidad.
Tiene estructura cuadricular y porticada, estando encalada toda ella y predominando los amplios balcones y bares con terraza, recordando en gran medida al estilo arquitectónico del sur español. En ella cabe destacar los amplios arcos que permiten la entrada en dicha plaza, así como el monumento central y el pórtico mayor (entrada desde la calle de Wences Moreno) donde se localizan los escudos de Peñaranda, Salamanca y España.
Así mismo, cabe destacar que esta plaza es de moderna construcción puesto que es fruto del programa de reconstrucción de Peñaranda de Bracamonte tras el estallido del Polvorín en 1939, siendo construida junto al conjunto de viviendas de estilo encalado similar localizadas al sur de la localidad, destacando en este barrio los edificios del IES Germán Sánchez Ruipérez, el Registro de la Propiedad y la Cruz Roja.

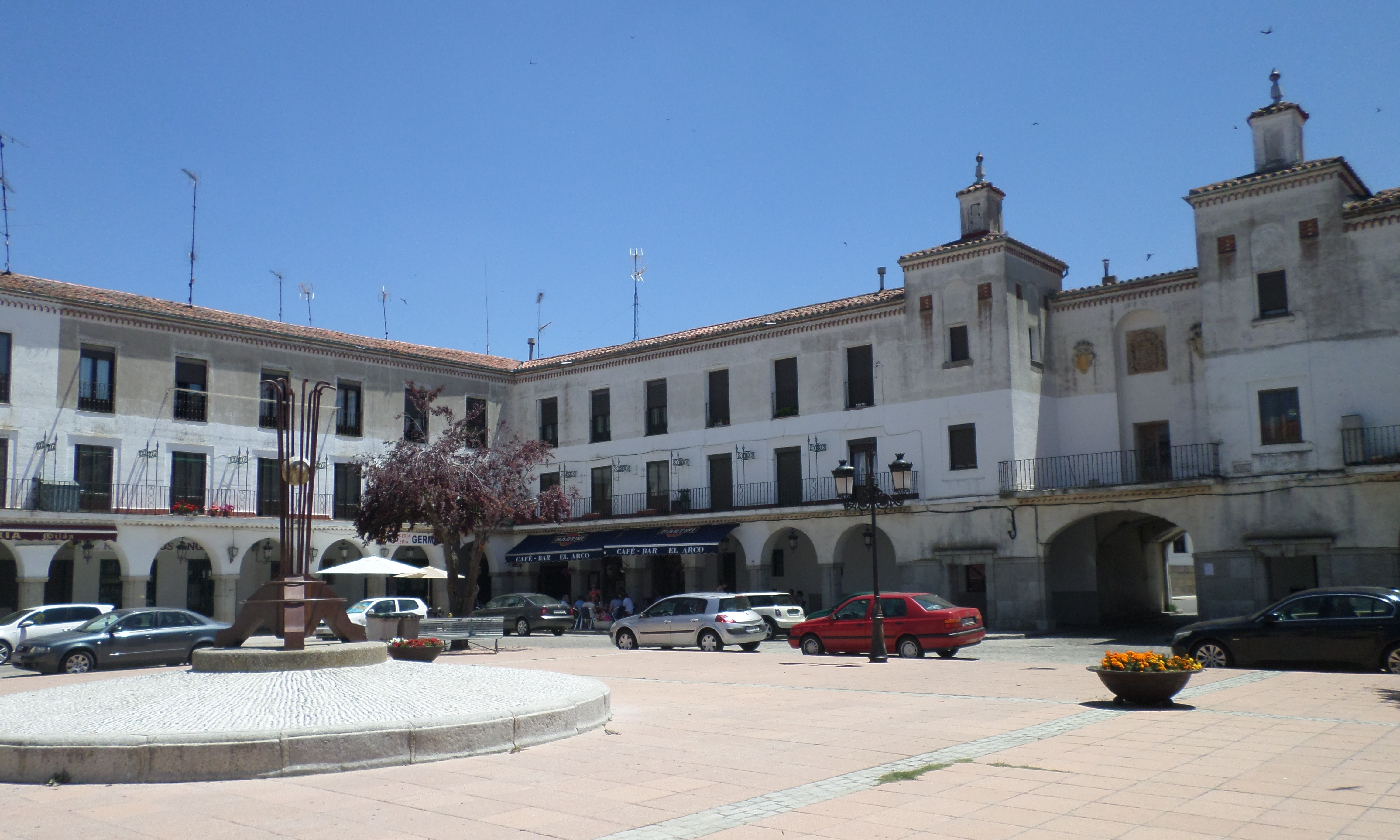
Portada Mayor de la plaza Nueva

#### Parque de la Huerta y jardines
La zona sur de la ciudad de Peñaranda de Bracamonte dispone de dos grandes espacios ajardinados para el juego, paseo y esparcimiento.
Por un lado, existe el parque de la Huerta localizado en la calle del Carmen, amplio parque que goza de restaurante, campo de baloncesto y diversos juegos para el entretenimiento de los más pequeños, siendo zona transitada por los peñarandinos. Así mismo, en este parque durante las fiestas locales es lugar de celebración de conciertos y verbenas, así como de numerosas actividades lúdicas.
Sin embargo el mayor de estos espacios es el recinto conocido como Los Jardines localizados en la avenida de la Estación, siendo estos jardines próximos a las estaciones de autobuses y ferrocarriles lugar para el retiro y el paseo entre los altos árboles que en él se encuentran. Así mismo, estos jardines gozan de juegos para pequeños y mayores y en su centro se localiza el monumento a «Los Héroes que hicieron posible lo Imposible, el Agua en Peñaranda», dedicado a todos aquellos que consiguieron traer el agua a Peñaranda en los tiempos en los que la ciudad no disponía de ella de forma regular debido a la ausencia de río (no hubo agua corriente continua en Peñaranda hasta la inauguración del embalse de El Milagro en 1973).

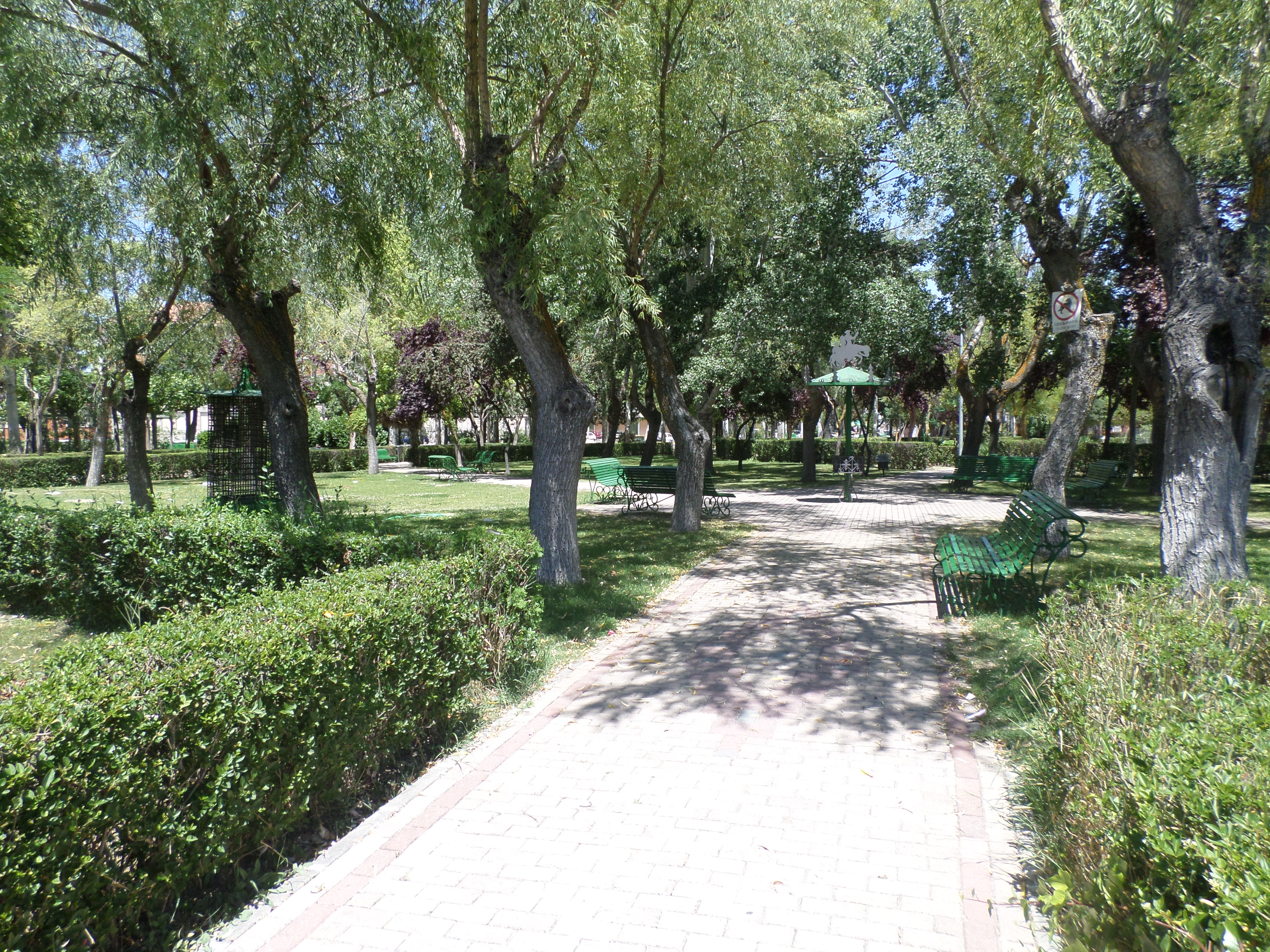
Detalle de los Jardines
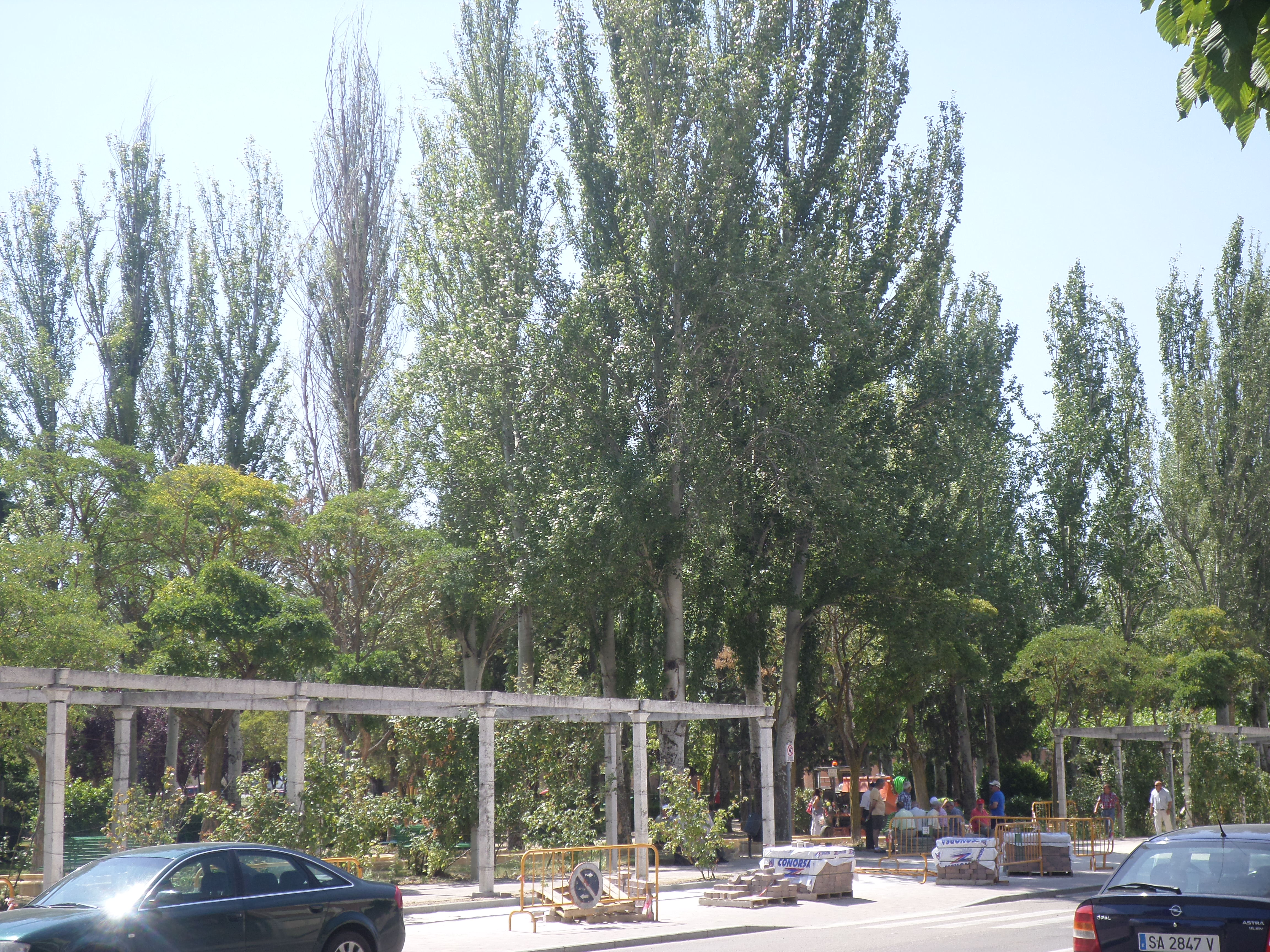
Los Jardines en el Paseo de la Estación.
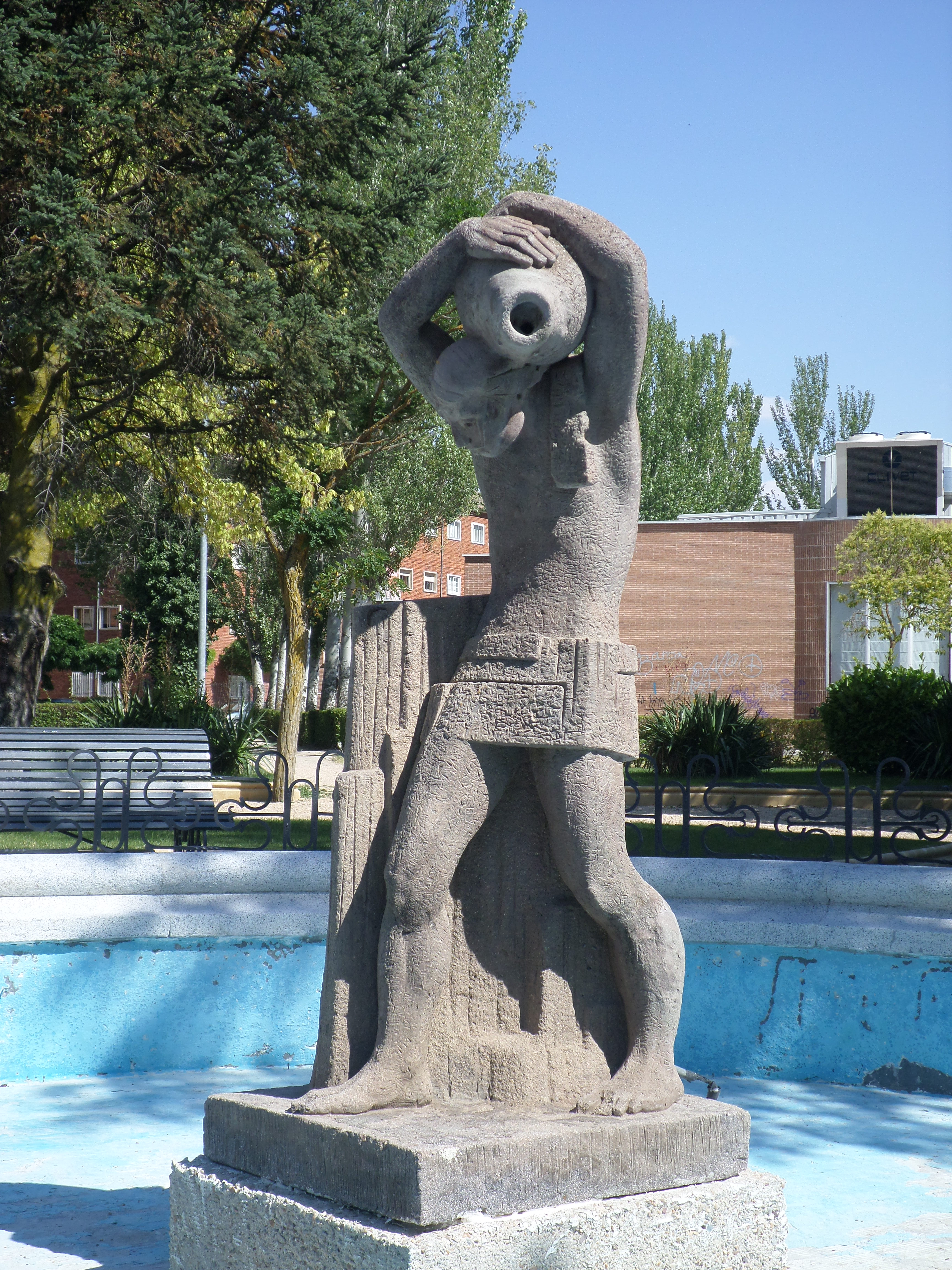
Monumento a quienes trajeron el agua a la ciudad

#### Teatro-Cine Calderón de la Barca

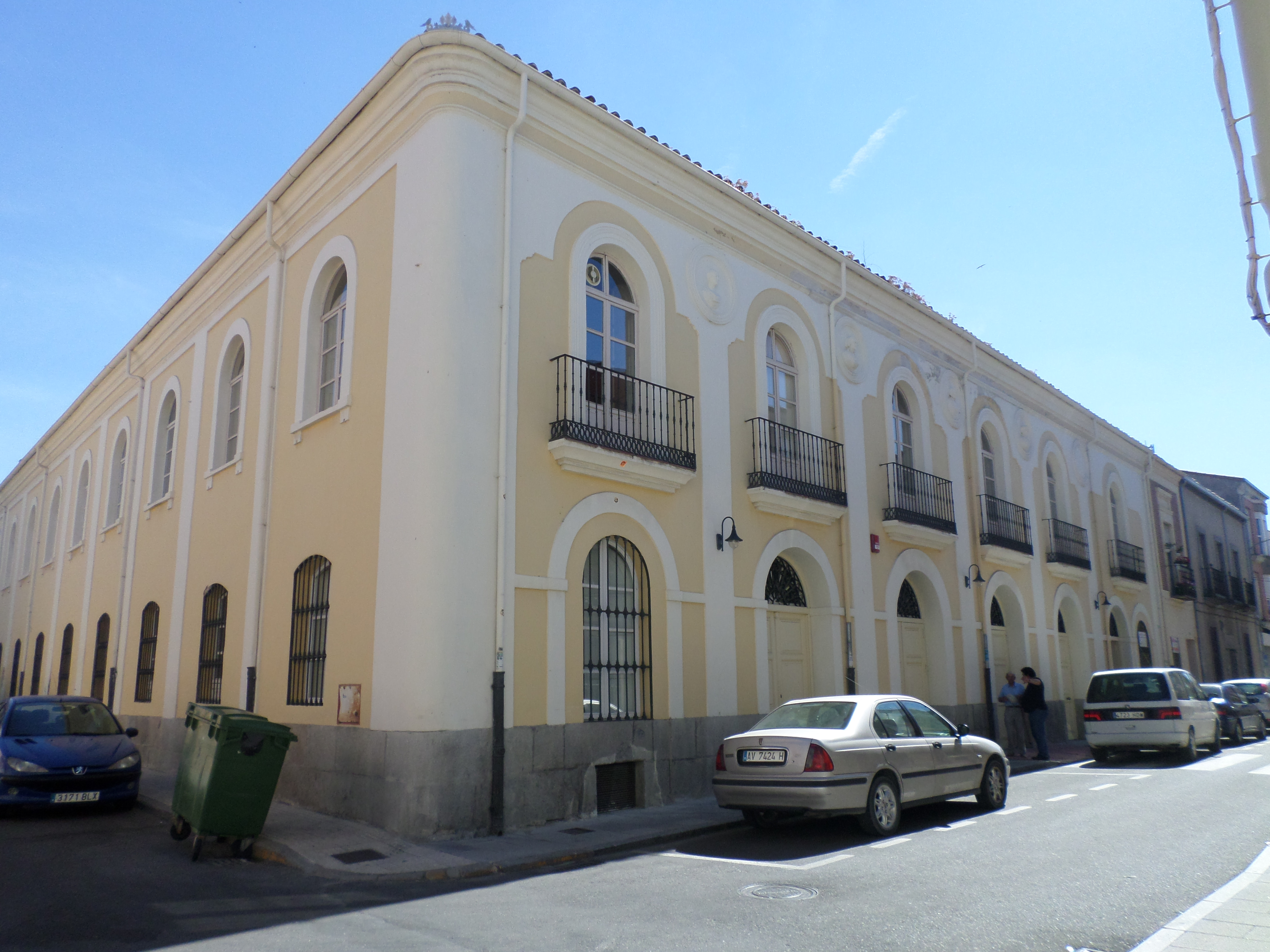
Fachada del Teatro Calderón

Se trata de uno de los dos teatros de Peñaranda de Bracamonte junto al teatro ubicado en el Centro Sociocultural de Peñaranda de Bracamonte. Sin embargo este es el más amplio, antiguo y artístico de ambos, empleándose en la actualidad como sala de cine municipal, lugar de representación de numerosas obras teatrales y diversas actividades como mítines y actos colectivos.
Este edificio, de estilo modernista con fachada en tonos amarillentos y medallones de diversos dramaturgos españoles (Leandro Fernández de Moratín, Calderón de la Barca, Lope de Vega y Tirso de Molina) fue construido en 1875 por iniciativa popular y ejerció como teatro y casino municipal hasta la Guerra Civil (1936-1939), momento en el que el edificio pasa a ser empleado como almacén y otros malos usos. Finalmente en el año 1989 se recupera la titularidad pública y en 1991 se vuelve a inaugurar como cine y teatro.

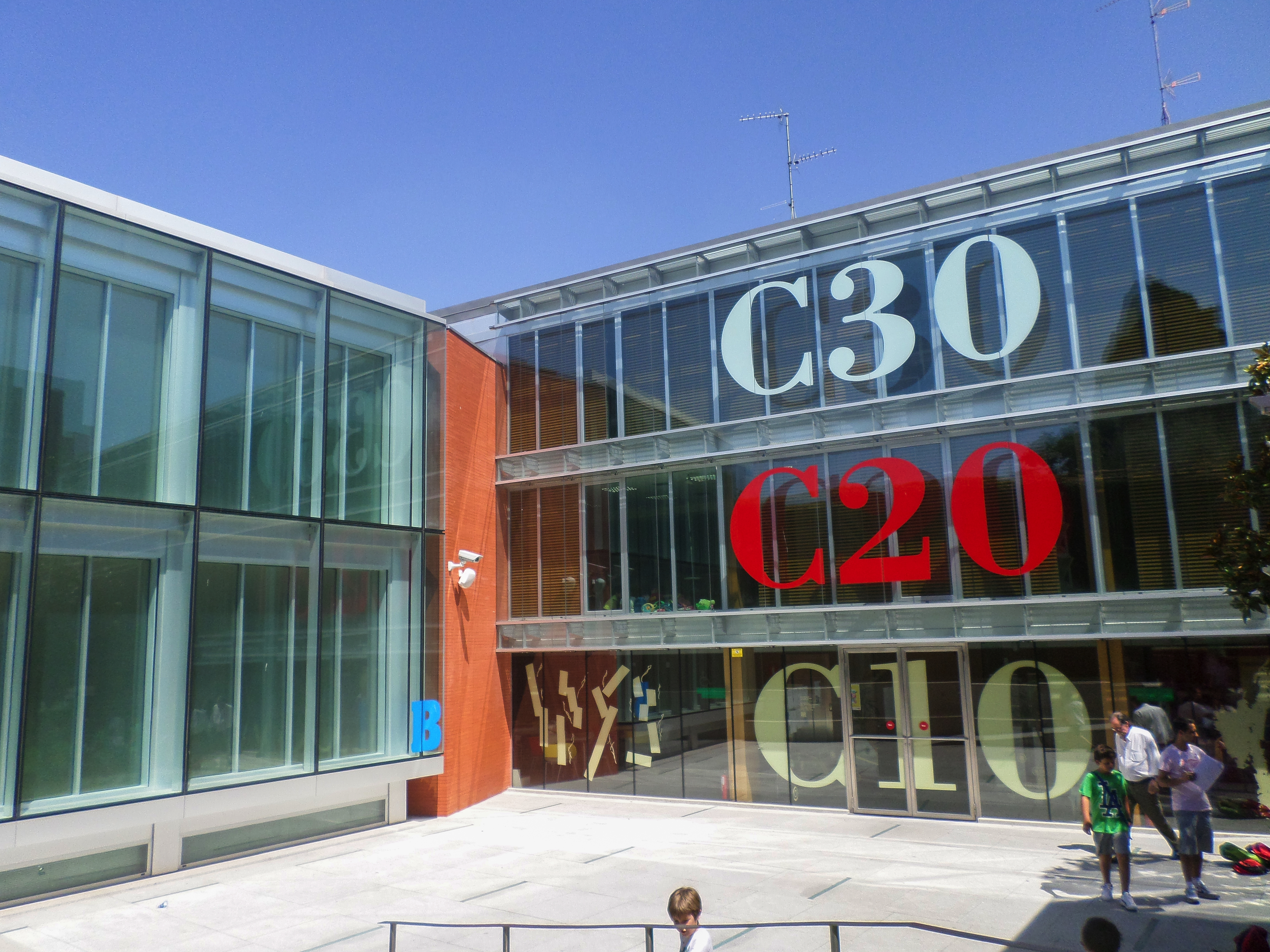
Centro Internacional de Tecnologías Avanzadas para el Medio Rural

#### Centro Internacional de Tecnologías Avanzadas para el Medio Rural -CITA-
Inaugurado en 2006, se trata de un gran complejo muestra ejemplar de arquitectura contemporánea en el que se encuentran jardines, sala de conferencias y proyecciones, aulas informatizadas y salas de exposiciones. Es obra de los arquitectos Álvaro Siza (Premio Pritzker en 1992) y Juan Miguel Hernández León (presidente del Círculo de Bellas Artes), y de esta construcción cabe destacar su estructura rectilínea con predominio de amplios ventanales y paredes de ladrillo que combinan los elementos arquitectónicos típicos peñarandinos con el ala más vanguardista de la modernidad, toda una muestra del carácter del centro que busca conectar el mundo rural con la sociedad moderna de la información y el conocimiento.
En la actualidad este complejo tecnológico-cultural es empleado para una amplísima gama de actividades como conferencias en línea y presenciales sobre diversos temas culturales, actividades para el contacto con las nuevas tecnologías o cursos de formación en informática, electrónica y robótica. Es a su vez sede en Peñaranda de Bracamonte de la Escuela Oficial de Idiomas de Salamanca, siendo punto de referencia en la enseñanza de inglés en Peñaranda y Comarca.

#### La Casa del Arte

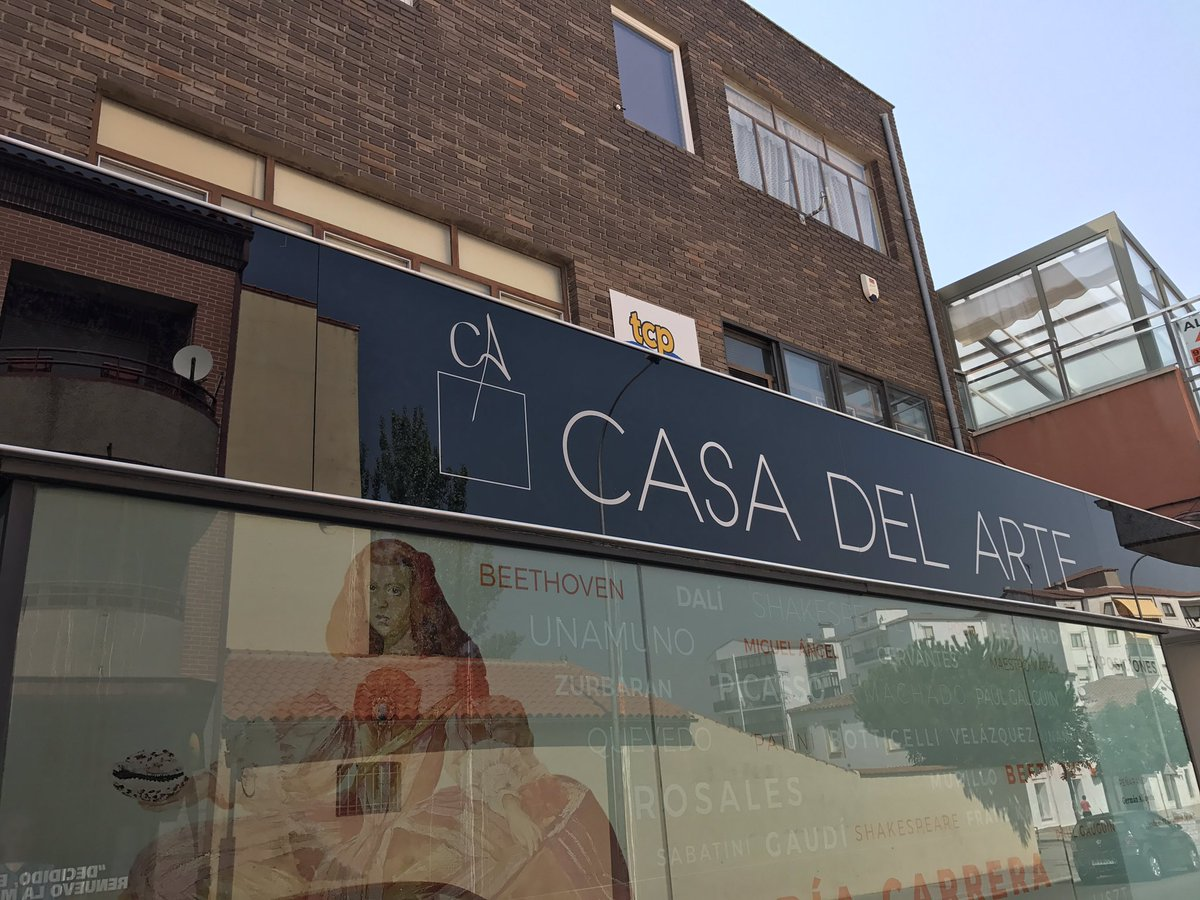
La Casa del Arte

Inaugurada en el 19 de agosto de 2017. Es un centro de exposiciones de reconocidos artista peñarandinos. Actualmente se puede contemplar una exposición permanente sobre la obra pictórica de María Carrera Pascual.

## Cultura
La labor de la Fundación Germán Sánchez Ruipérez y sus instalaciones del Centro de Desarrollo Socioultural y el CITA ha sido vital a estos efectos, desarrollándose en su interior numerosas actividades relacionadas con el ámbito de la lectura, la música, el teatro, las nuevas tecnologías y la enseñanza. Destacan así la presencia de un círculo de lectores en Peñaranda, la Escuela de Música de Peñaranda, la sede de la Escuela Oficial de Idiomas de Salamanca en Peñaranda.
El Teatro-Cine Calderón de la Barca ubicado en la localidad también constituye un imprescindible lugar de celebración de numerosos teatros y actos de difusión cultural, haciendo las veces de cine de la localidad.
Finalmente cabe especial mención el desarrollo en la localidad de diversas actividades y asociaciones peñarandinas relacionadas con los ámbitos de la música tradicional, la fotografía, la poesía, el baile... siendo fundamentales actualmente el Premio Nacional de Poesía Peñaranda de Bracamonte o el Concurso de Fotografía Navidad Ciudad de Peñaranda. Mencionar también a La Comparsa Peñarandina, grupo referente de música tradicional peñarandina.

### Patrimonio inmaterial
Las fiestas de Peñaranda de Bracamonte se celebran la tercera semana de agosto.

### Gastronomía
Sobre el buen comer, tiene Peñaranda merecido prestigio. Y, en este tema, ofrece un brillo propio y preferente el tostón, motivo por el que acuden o paran a comer en Peñaranda numerosas personas, elección que dice mucho de su gusto y apetito. El cochinillo por excelencia es al horno, sin más aditivo que la sal y la manteca, aunque no se ha olvidado, sobre todo en el ámbito familiar, el cochifrito, debiendo estar entonces bien troceado y previamente adobado antes de dorarse en la sartén. Tienen fama los aperitivos o pinchos servidos en casi todos los bares y cafeterías de la Ciudad, destacando por encima de todo los productos elaborados del cerdo, generalmente asados o con cierto grado de picante que invita a beber.
Siendo tierra cerealista, la harina ha constituido la materia prima ideal para una rica y reconocida tradición repostera en Peñaranda. Los dulces peñarandinos, hoy divulgados a través de su producción industrial y de los obradores extendidos por la provincia, siguen en la mesa cotidiana al son del calendario festivo estacional: las flores y los huesillos, en Carnavales; los bartolillos, en Cuaresma; los buñuelos de viento y los huesillos de santo, por Todos los Santos; y las rosquillas de anís, en toda época.

### Deporte
Peñaranda de Bracamonte supone un referente comarcal deportivo, con una actividad deportiva muy arraigada entre su población en muy diversos ámbitos, contando Peñaranda con numerosas infraestructuras para el ejercicio de dichas actividades, destacando el polideportivo municipal (que alberga las piscinas municipales, el estadio de Fútbol Luis García, campos de tenis, frontenis...), el pabellón Miguel Ángel Jiménez Barcala y el Centro Integral Deportivo (CID).
En el ámbito de fútbol destaca la popularidad que tiene el fútbol sala, aunque también el fútbol destaca con el arraigo local del equipo de fútbol CD Peñaranda, actualmente en Primera División Regional.
En cuanto al atletismo Peñaranda también es referente, destacando la Carrera Popular del 1 de mayo celebrada anualmente en la localidad y que atrae a atletas de toda la comunidad autónoma, así como el Club de Atletismo Ciudad de Peñaranda. Destaca así mismo la actividad de los peñarandinos en los ámbitos de senderismo y ciclismo de montaña.
Finalmente en cuanto a natación destaca tanto la presencia de las piscinas municipales de Peñaranda de Bracamonte en el polideportivo municipal, así. Así mismo, destacan las instalaciones de gimnasios con las que cuenta la localidad en el complejo del CID, donde se realizan numerosas actividades deportivas y de natación, así como las posibilidades que ofrece el polideportivo municipal más allá de las piscinas y el fútbol, como es tenis, frontenis, fútbol playa, baloncesto e incluso un pequeño circuito de coches teledirigidos.